# قرآن
قرآن (به عربی: القرآن) کتاب مقدس دین اسلام است و در باور مسلمانان سخنان خدایی یکتا با نام اصلی «الله» است که وی به‌صورت وحی و توسط جبرئیل بر پیامبر اسلام، محمّد بن عبدالله، نازل کرده است. مسلمانان قرآن را بزرگ‌ترین معجزهٔ محمّد و روشن‌ترین دلیل بر پیامبری او می‌دانند. قرآن، اصلی‌ترین منبع وحی در اسلام به‌شمار می‌آید و به زبان عربی کلاسیک نوشته شده است. واژهٔ قرآن در لغت به‌معنی «قرائت کردن» و «خواندن» است و مسلمانان معمولاً به آن با عناوینی مانند «قرآن کریم» و «قرآن مجید» اشاره می‌کنند. قرآن فعلی به ۳۰ جزء تقسیم شده و ۱۱۴ سوره دارد. قرآن همچنین یکی از متون مقدس بهائیان است. علاوه‌بر اهمیت قرآن از جنبهٔ دینی و مذهبی، این کتاب به‌عنوان بهترین یا یکی از آثار ادبی ادبیات عرب شناخته می‌شود و تأثیر بسزایی بر زبان عربی داشته است.
محتوای قرآن دربارهٔ خدا است و بر یکتاپرستی و یگانگی او تأکید دارد. قرآن خدا را به انسان نزدیک‌تر از رگ گردنش می‌داند، رابطهٔ انسان با خدا را بی‌نیاز از واسطه می‌داند و انسان را به تسلیم دربرابر امر خدا فرمان می‌دهد. قرآن پدیده‌های طبیعی را نشانه‌هایی (آیات) برای خدا می‌شمارد؛ دین و حقیقت را یکی می‌داند و تنوع ادیان را حاصل تنوع در مردم می‌داند. قرآن قوانین و حقوق در جامعهٔ اسلامی را نیز تعریف می‌کند. قرآن مؤمنان را به جهاد در راه خدا می‌خواند و آنان را به نیکوکاری، به‌ویژه دربارهٔ مسکینان و یتیمان فرا می‌خواند. اهل سنت قائل به آنند که قرآن به‌همراه سنت پیامبر اسلام در حدیث ثقلین، دو گرامی گوهری هستند که باید به آنها چنگ زد. اما از نظر اهل تشیع، طبق حدیث ثقلین، قرآن به‌همراه اهل بیت دو گوهری هستند که مسلمانان باید به آن دست بیازند تا گمراه نشوند.
روایت رسمی و مورد قبول مسلمانان این است که قرآن بی‌کم‌وکاست تا زمان عثمان جمع‌آوری شده بود و نسخه‌های رقیب آن از بین رفته بودند. از دیدگاه تاریخی، طیفی از نظرات وجود دارد که یک سوی آن باور به جمع‌آوری قرآن در دورهٔ عثمان و سمت دیگرش اعتقاد به شکل‌گیری تدریجی قرآن و تکمیل نهایی آن در زمان عبدالملک بن مروان اموی و حجاج بن یوسف است؛ دیدگاه تاریخی-انتقادی موردقبول فعلی، در نقطه‌ای میانهٔ این دو قرار دارد. پذیرش صحت قرآن عثمان توسط تمام مسلمانان، خاصه شیعیان، حداقل تا قرن چهارم هجری طول کشیده است و مصحف‌های موازی و متفاوت مثل مصحف علی رایج بوده‌اند. در منابع شیعه تا قبل از این عصر، مثل التنزیل و التحریف، صدها آیهٔ متفاوت با قرآن فعلی به چشم می‌خورد که گفته شده پیش از تحریف قرآن توسط سه خلیفهٔ اول بخشی از آن بودند. قرآن فعلی براساس قرائت کوفی حفص از عاصم کوفی در قرن هشتم میلادی چاپ شده است. قدیمی‌ترین نسخهٔ کامل قرآن متعلق به قرن نهم میلادی/سوم هجری است و در مجموع قرآن برای بیش از هزار سال، ثابت مانده است.
پژوهش‌ها نشان داده در قرآن تأثیراتی از متون یهودی، مسیحی (به‌خصوص مسیحی سریانی و حبشی)، مانوی و غیره دیده می‌شود. آنچه قرآن دربارهٔ شخصیت‌های کتاب مقدس نقل کرده، بیشتر به تفاسیر متأخر یهودی و مسیحی مثل میدراش و دیداکه شبیه هستند؛ ظاهراً نویسندهٔ قرآن به‌صورت مستقیم با خود کتاب مقدس آشنا نبوده، زیرا به چیزهایی مثل بهشت و جهاد در آن‌ها ارجاع داده که در تنخ و عهد جدید وجود ندارد. برخی لغات حقوقی که قرآن به کار برده، با آنچه در عربی مرسوم بوده تفاوت‌هایی داشته و بیشتر به تلمود و قوانین بیزانسی نزدیک است. دیدگاه قرآن دربارهٔ ساختار جهان هستی، مشابه مدل ارسطو و بطلمیوس و مطالب قدیمی‌تر خاورمیانه‌ای است.
قرآن بر تمام جنبه‌های زندگی مسلمانان نفوذ کرده است. ضرب‌المثل‌های قرآنی نه‌تنها در زبان عربی، بلکه در زبان مسلمانان غیرعرب نیز راه یافته‌اند. علوم قرآنی شامل بررسی تنزیل قرآن، شأن نزول، تلاوت، وجوه زبانی، تفسیر، اعجاز و تاریخ می‌شود. قرآن در عصر حاضر از زوایای مختلفی، مثل دیدگاهش دربارهٔ زنان یا روا داشتن خشونت نسبت به غیرمسلمانان، با انتقادات متعددی روبه‌رو شده است.

## نام‌ها
متون قرآنی خود را با اسامی مختلفی معرفی کرده‌اند که رایج‌ترینِ این نام‌ها، «قرآن» است. قرآن اسمی خاص است و در خود قرآن، گاه به بخشی از متن و گاه به تمام آن اشاره دارد. نظر رایج میان مسلمانان این است که قرآن از ریشهٔ عربی «قرائة» (به معنای قرائت کردن) است. با این حال، به‌گفتهٔ اسلام‌شناسان، قرآن همیشه اسمی خاص نبوده و ریشه در لغتِ سُریانیِ «قِریانا» به معنای «کتاب قرائت» دارد. ظاهراً تفسیر ابوعبیده (درگذشتهٔ ۲۰۹ ه‍.ق) عربی نبودن لغت قرآن را تأیید می‌کند؛ ابوعبیده که خود تباری یهودی داشت، برخلاف تفاسیر رایج، آیهٔ «اقرا بسم ربک» را به‌صورت «نام پروردگارت را اعلام کن» (در عبری: قره بشم ادونای، سریانی: قرا ب‌شم ماریا) تفسیر کرده است. متون قرآنی خود را «قرآنِ عربی» نیز نامیده‌اند. استفادهٔ قابل‌توجهی دیگر در آیه ۹۱ سورهٔ حجر است که متون دینی یهودیان هم «قرآن» نامیده شده است.
به‌گفتهٔ طبری، قرآن چهار اسم دارد: قرآن، فرقان، کتاب و ذکر. این لغات در زبان عربی ارتباطی با یکدیگر ندارند. سیوطی نام پنجمی هم اضافه می‌کند: تنزیل. بدرالدین زرکشی قولی را نقل کرده که قرآن ۵۵ نام دارد و در جای دیگر، تعدادشان را ۹۰ نام می‌داند. فرقان (متمایزکننده) نیز لغتی عربی نیست؛ در متون قرآنی، هم قرآن و هم تورات بدین نام خوانده شده‌اند. شهاب‌الدین آلوسی از فرقان و قرآن به عنوان مهم‌ترین اسامی متون قرآنی نام می‌برد. واژهٔ «کتاب» در قرآن به معانی مختلفی مثل کتاب وحی‌شده، لوحِ حفظ‌شده، پیام مکتوب و غیره به کار رفته است. مانند موارد قبلی، هم قرآن و هم متون پیشین کتاب نامیده شده‌اند. پیروان آن‌ها «اهل کتاب» نام دارند که در تضاد با اُمّیون است. به‌گفتهٔ آنگِلیکا نُیْوِرت، «قرآن» و «کتاب» به یک چیز یکسان اشاره ندارند؛ او می‌گوید قرآن فعلی را اساساً نباید کتابی واحد در نظر گرفت زیرا «قرآن» به بخش‌هایی از این متون اشاره می‌کند که با هدف قرائت در مراسم‌های مذهبی گردآورده شده اما منظور از «کتاب» قسمت‌هایی است که مشابه کتب مقدس دیگر ادیان توحیدی هستند. قرآن در چند آیه (مثل آیهٔ ۸ سورهٔ ص) «ذکر» لقب داده شده است. نام‌های مختلف دیگر شامل کلام‌الله، نور و غیره است.

### نام قرآن در زبان پارسی
نام قرآن در زبان پارسی به صورت نبی، نپی، یا نوی هم آمده است و این نام به وفور در ادبیات کلاسیک پارسی به کار رفته است تنها برای نمونه، دو بیت زیر از دو چکامه سرای نامدار، به ترتیب، منوچهری دامغانی و مولانای بلخی ارایه می‌گردد:
<بسیار کس بود که بخواند ز بر نبی… تفسیر او نداند جز مردم خبیر>
<از پی این عاقلان ذوفنون… گفت ایزد در نبی، لایعلمون>

## زمینهٔ تاریخی

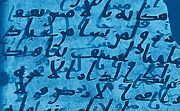
نسخه‌های خطی صنعا. «متن‌های فرعی» که با استفاده از پرتو فرابنفش آشکار می‌شوند، با قرآن امروزی بسیار متفاوت است. گرد آر پوین معتقد است که این نشان می‌دهد متن قرآن در طول زمان تکامل پیدا کرده است.

اسلام‌شناسان تا اواخر قرن بیستم تصور می‌کردند قرآن منبعی معتبر برای زندگی و زمانهٔ محمّد است و برای درک‌اش به منابع روایی اسلامی نیاز است اما تحقیقات افرادی چون وانزبرو و کرون نشان داد این منابع حاوی اطّلاعات دست اول و مستقلی نیستند و صرفاً تفسیر قرآن‌اند. در سال ۲۰۰۰، اندرو ریپین نوشت که «به نظر من نمی‌رسد که قرآن سندی دست‌اول دربارهٔ زندگی محمّد است. این متن بسیار مبهم است.» حتی گروهی از تاریخ‌پژوهان اعتقاد دارند نمی‌توان با قطعیت لغت «محمّد» که چهار بار در قرآن ذکر شده را نام پیامبر این دین دانست. بدین ترتیب، محققان هنوز دربارهٔ چگونگی درک پس‌زمینهٔ عرب یا حجازی قرآن سردرگم هستند، به گونه‌ای که پیترز قرآن را «متنی بدون پس‌زمینه» نامیده است. تنها بخش‌های قرآن که (احتمالاً) پس‌زمینهٔ عرب دارند، داستان‌های شُعَیب، هود و صالح هستند، هر چند این قصه‌ها هم با معیارهای امروزی نه تاریخ، که افسانه و اسطوره محسوب می‌شوند. نتیجتاً، اسلام‌شناسان تلاش می‌کنند برای درک شرایط شکل‌گیری قرآن، به سراغ منابع دیگر بروند. هری مونت با این رویکرد مخالف است؛ او قرآن را «تاریخِ محلیِ حجاز/عربستان» نمی‌داند اما می‌گوید در هر صورت منبعی کمیاب است که بیشترِ آن در قرن هفتم میلادی نوشته شده است.
قرآن اشارهٔ کمی به نام‌های افراد و مکان‌های معاصر خودش کرده—اما چند نام حجازی در آن ذکر شده است: بَدْر، یَثرِب، مکّه و غیره. هری مونت از این نتیجه می‌گیرد که زمینهٔ جغرافیایی بیشترِ محتوای قرآن حجاز اوایل قرن هفتم میلادی بوده، هر چند لزوماً با مکه و مدینه منابع اسلامی یکسان نیست. حتی با پذیرش ریشه‌های حجازی قرآن، هنوز پرسش زمان و مکان و چگونگی جمع‌آوری قرآن بی‌پاسخ مانده است. قرآن چند بار به عربی‌بودن زبان خودش اشاره کرده که نشان می‌دهد با جامعهٔ هدف‌اش در ارتباط بوده و همچنین مطالبی که خطاب به آنان می‌گوید، آنچه مخاطبان از پیش می‌دانستند (مثل قصه‌های کتاب مقدس و غیره) را تا حدی آشکار می‌کند. رِینولدز به همین دلیل می‌گوید بیشترِ قرآن برای تفسیر کتاب مقدس نوشته شده و این سبک در شمال حجاز رایج بوده است. به‌گفتهٔ پاتریشا کرون، قرآن خطاب به کشاورزان و گروهی از تاجران نوشته شده است؛ کرون نتیجه می‌گیرد به دلیل وضعیت بد کشاورزی در مکه، مکی‌بودن بیشتر آیات قابل‌پذیرش نیست. حتی پذیرش مدنی و طائفی بودن آن‌ها هم آسان نیست، زیرا کشت زیتون در بیشتر حجاز سخت است. از دیدگاه دینی، کسانی که قرآن «مشرک» خطابشان کرده، به معنای واقعیِ کلمه بت‌پرست یا چندخدا نبوده‌اند، بلکه خدای یهودی-مسیحی را می‌پرستیدند اما در کنارش خدایان/فرشتگان دیگری را واسطهٔ خودشان با او می‌دانستند؛ روی‌هم‌رفته یکتاپرست با زمینهٔ یهودی بوده‌اند. اساساً در عربستانِ پیش از اسلام، خدایان را به شکل بت نمی‌نمایاندند، بلکه باستان‌شناسی ثابت کرده آن‌ها را بر روی تخت‌های سلطنت خالی نشان می‌دادند؛ منابع اسلامی در بت‌پرست خواندن اعراب دچار اشتباه شده‌اند. در منطقهٔ شکل‌گیری قرآن افرادی هم وجود داشتند که خدایان متعددی را پرستش می‌کردند اما قرآن اهمّیتِ زیادی به آن‌ها نداده است. متأخرترین اشاره به این خدایان، از کتیبه‌ای متعلق به ۲ قرن پیش از ظهور اسلام است. از سال ۵۳۰ میلادی (چند دهه قبل از اسلام) به بعد، تمام کتیبه‌های دینی عربستان به خدای مسیحی اشاره دارند.

### جایگاه قرآن در ادبیات عرب
قرآن اولین اثر بزرگ زبان عربی به نثر محسوب می‌شود. به‌گفتهٔ لنگالد، اولین و قدیمی‌ترین سندِ معتبرِ عربی که باقی مانده، قرآن است. محمّد الشرکاوی می‌گوید قرآن مهم‌ترین متن عربیِ تاریخ و حتی مؤسس ادبیات عرب است. به‌گفتهٔ مینگانا، سبکِ قرآن از همان مشکلاتی رنج می‌برد که در اغلب آثاری که برای اولین بار در زبانی فاقد پیشینهٔ ادبی قوی نوشته شده‌اند، دیده می‌شود. گروهی از محققان اعتقاد دارند که بعید نیست پیش از اسلام هم دعاهای مسیحی و کتاب مقدس به عربی ترجمه شده باشند اما عده‌ای دیگر در نبود مدارکی که این نظر را تأیید کند، با آن مخالف هستند. اجماع فعلی محققان این است که در آن زمان، آثار ادبی و دینی عربی در آن زمان احتمالاً به‌صورت شفاهی نقل می‌شدند.
پژوهش‌ها و بررسی‌های متون پراکنده عربی قبل از اسلام نشان داده قرآن از نظر زبان و سبک به آن‌ها شباهت دارد؛ البته آن متون فقط به‌صورت کتیبه و موارد مشابه آن امروزه در دسترس هستند. اطلاعات دربارهٔ شعر عربی قبل از اسلام خیلی کم است و این آثار به‌صورت سینه‌به‌سینه نقل می‌شدند. از دیدگاه زبان‌شناسی، قرآن نزدیکی‌هایی (مثل قافیه، نحو و غیره) با اشعار عربی قبل از اسلام دارد؛ مخالفان محمّد هم به این مسئله پی برده بودند و از آن برای زیر سؤال بردن او استفاده می‌کردند. هر چند قرآن شباهت‌های بسیاری با متون شاعران پیشین دارد اما اعراب را با ویژگی‌های ادبی دیگری هم آشنا کرد که در تحولات ادبیات عرب در ادوار آتی، نقش مهمی گذاشت. برخی از آرایه‌های ادبی که محمّد در قرآن به کار برده (مثل «قیامت رسید و ماه دو پاره شد» در سورهٔ قمر که مبنای باور به «شق‌القمر» هم هست) مشابه آرایه‌هایی هستند که در اشعار امرؤالقیس یافت می‌شود. تدوین آثاری مثل قرآن نیز در شبه‌جزیره عرب، امری بی‌سابقه نبود؛ مثلاً مسیلمه که خدایی به نام الرّحمن را تبلیغ می‌کرد، می‌گفت جبرئیل کتابی به نام «قرآن» بر او نازل کرده است. امروزه می‌توان گفت دین محمّد و پیروانش حاصل ابتکاری شخصی نبوده و ریشه در حضور دیرین مسیحیان و یهودیان در منطقهٔ آنان داشته است.

### جایگاه قرآن در ادبیات جهان باستان
گرفتن جان فردی بی‌گناه به اندازهٔ قتل تمام انسان‌ها بد است؛ نجات جان یک فرد به اندازهٔ نجات تمام انسان‌ها کاری نیک است.
میشنا، سنهدرین، ۴:۵

... هرکس که کسی را… در زمین بکشد، مانند این است که همهٔ انسان‌ها را کشته باشد و هر کس که کسی را نجات دهد، مانند این است که همهٔ انسان‌ها را نجات داده باشد.
سوره مائده، ۳۲

در این رویکرد، قرآن در زمینه‌ای وسیع‌تر که فضای ادبی دوران باستان متأخر است، قرار داده می‌شود تا شرایط شکل‌گیری آن درک شود. شبه‌جزیرهٔ عرب در آن دوره روابط و تماس نزدیکی با تمدن‌های همجوار داشت و مشخصهٔ این دوره، تأثیرات زرتشتی، مسیحی، یهودی و رومی، به‌خصوص بر ادیان، در منطقه بود. هولاند در این باره می‌گوید «باید پذیرفت که عربستان در زمان ظهور محمّد، بخشی از جهان باستان بوده است.» علاوه بر شرایط تاریخی و دینی، زمینهٔ زبانی و پژوهش‌های زبان‌شناسانه نیز در این زمینه مهم است؛ کوپرز می‌گوید قرآن به همان لحنی نوشته شده که کاتبان خاورمیانهٔ باستان متون سامی را به آن می‌نوشتند و می‌توان به سادگی رابطه بینامتنی قرآن با دیگر متون دینی زمان زندگی محمّد را تشخیص داد و قرآن به روشنی در زمینهٔ ادبی جهان باستان متأخر جای می‌گیرد. ارجاعات قرآن به خودش — هر چند با کتاب مقدس در این زمینه تفاوت دارد — به برخی از متون مقدس باستانی وقت بسیار شبیه است. رابطهٔ بینامتنی قرآن با دیگر متون مقدس رایج در جهان باستان قابل‌توجه است؛ گابرییِل رینولدز، که در زمینهٔ ادبیات و زبان‌های باستانی خاورمیانه تحقیق می‌کند، می‌گوید قرآن رابطهٔ نزدیکی با متون مسیحی سریانی دارد.
به‌گفتهٔ کلود گیلیو، تأکید قرآن بر عربیّت خود تا حدودی به این دلیل است که تلاش داشته خود را از متون غیرعربیِ تشکیل دهنده‌اش متمایز کند؛ بخش‌هایی از قرآن به متون سریانی، موعظه‌های رایج، اشعار افرایم سوری و رسالهٔ مسیحی آموزه‌های رسولان شبیه هستند. گیلیو ادامه می‌دهد که می‌توان با بررسی قرآن پی برد که این کتاب تلاش می‌کند داستان‌های موجود در دیگر کتب مقدس را ترجمه و تفسیر کند. آنگِلیکا نُیوِرت آن را «متنی تفسیری» می‌داند: اگر قرآن پاسخی به سؤالات مسیحیان و یهودیان دورهٔ باستان محسوب شود، در آن صورت می‌توان به جای بررسی «وام‌گیری» و «تأثیرات» متون دیگر بر قرآن، آن را بازتابی از تفکرات و مفاهیم زمان خودش دانست.

## شکل‌گیری متن

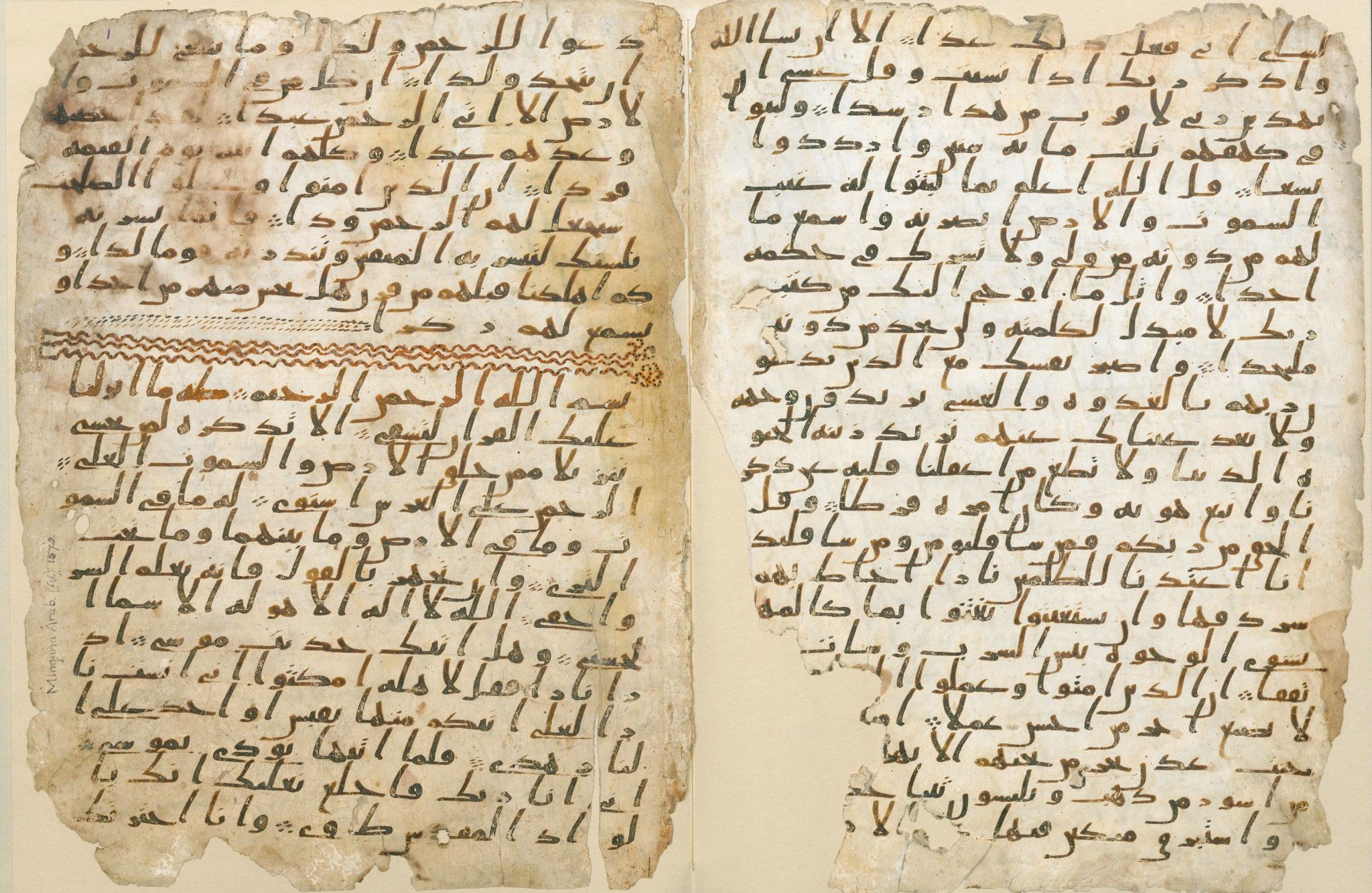
نسخهٔ بیرمنگام قدیمی‌ترین نسخه از بخش‌هایی از سوره‌های ۱۸ تا ۲۰ قرآن بر روی پوست است که در دانشگاه بیرمنگام کشف شده و با ۹۵ درصد احتمال به سال‌های ۵۶۸ تا ۶۴۵ میلادی مربوط می‌شود.

در باور مسلمانان، قرآن حاوی مطالبی است که به محمّد وحی شد و او آن را برای مردم قرائت کرد و به‌صورت ثابتی باقی مانده است. قرآن و دورهٔ پیامبری محمّد قرابت تنگاتنگی دارند؛ متن این کتاب به دفعات شرایط تاریخی او و گاه حتی زندگی شخصی‌اش را بیان می‌کند. احتمالاً مسلمانان در زمان زندگی محمّد قرآن را به‌صورت شفاهی حفظ می‌کردند. البته به نظر می‌رسد تا پیش از مرگ او بخش‌هایی از قرآن مکتوب شده باشند اما نمی‌توان گفت متن ثابتی از قرآن در زمان زندگی محمّد وجود داشته است زیرا، احتمالاً در اثر تغییر در تفکرات یا نیازهای محمّد، برخی از آیات (به عقیدهٔ مسلمانان توسط خدا) باطل می‌شدند. همهٔ محققان غربی با بی‌سواد بودن محمّد موافق نیستند. مکه و مدینه با مناطقی که خط در آن‌ها مرسوم بود به‌طور معمول در ارتباط بودند و چند تن از صحابه نیز می‌توانستند بخوانند و بنویسند و منابع می‌گویند محمّد در مدینه کاتبانی استخدام کرد. وجود لغات غیرعربی (مثل قرآن، سوره، آیه که ریشهٔ سریانی و عبری دارند) نشان می‌دهد کتب دینی یهودی و مسیحی به خوبی در مکه و مدینه شناخته‌شده بودند. کلود گیلیو از این مسئله بدان نتیجه می‌رسد که قرآن علاوه بر «تاریخ»، یک «پیش از تاریخ» هم داشته است.
اجماع‌نظر مسلمانان این است که قرآن در زمان محمّد نوشته نشد اما برخی سوره‌ها را بر روی چیزهایی مثل چوب درخت نخل یا سنگ حک کردند که بعداً از آن‌ها در جمع‌آوری نسخهٔ نهایی قرآن استفاده شد. در باستان‌شناسی هیچ مدرکی برای اثبات این ادعا یافت نشده است. به‌طور کلی، منابع عرب می‌گویند قرآنِ مکتوب تا پایان نیمهٔ اول نخستین قرن هجری کامل شده و ابتکارش را به ابوبکر و مهم‌تر از آن، به عثمان نسبت می‌دهند. منابع اسلامی روایت کرده‌اند که عثمان یک نسخهٔ نهایی جمع‌آوری کرد و به شهرهای امپراتوری فرستاد و باقی قرآن‌ها را از بین برد. یک مشکل جدی، فاصلهٔ زمانی زیاد میان دورهٔ عثمان (۲۳ تا ۳۵ هجری/۶۴۴ تا ۶۵۶ میلادی) و زمان نگارش منابعی است که جمع‌آوری قرآن را به او نسبت می‌دهند؛ اینطور که معلوم است، این عقیده را زُهری (درگذشتهٔ ۱۲۴ ه‍.ق/۷۴۲ میلادی) رایج کرده است. فرانسوا دروش دربارهٔ اینکه قدیمی‌ترین نسخه‌های دست‌نویس پراکندهٔ قرآن به دورهٔ عثمان می‌رسند یا نه، می‌گوید با قطعیت نمی‌توان آن را مشخص کرد. صلاح‌الدین المناجد و تایار التیکولاچ برخی از نسخه‌های قدیمی را بررسی کرده‌اند و نتیجه گرفته‌اند که از دورهٔ عثمان نیستند و یکی از آن‌ها حتی یک جعل قرن چهارمی است. در کل هیچ نسخهٔ کاملی از قرن اول هجری وجود ندارد.
به‌گفتهٔ کولبرگ و امیرمعزّی، نسخه‌های خطی قرآن تا به حال کمکی به یافتن قدیمی‌ترین نسخهٔ قرآن نکرده‌اند؛ اولین نسخهٔ خطی کامل قرآن از قرن سوم هجری/نهم میلادی است و هر چند قسمت‌های پراکنده‌ای از ادوار قبل‌تر هم وجود دارد اما همین پراکندگی باعث شده تاریخ دقیق نگارش‌شان را نتوان مشخص کرد. نسخه‌هایی از برخی قسمت‌های قرآن بر روی پاپیروس هم وجود دارد که گاه آن‌ها را به پایان قرن اول هجری یا آغاز قرن دوم نسبت داده‌اند اما این برآورد مورد اختلاف است. در نتیجه، برای یافتن شرایط و زمینه‌ای که منجر به نوشته‌شدن قرآن فعلی شد، باید از شیوه‌های دیگری استفاده کرد. در دههٔ ۱۹۶۰، نابیا ابوت و فؤاد سزگین این نظریه را مطرح کردند که نوشتن از دورهٔ پیش از اسلام نزد اعراب رایج بوده و بسط‌یافتن نسخهٔ متنی قرآن از صدر اسلام، به‌خصوص دورهٔ اموی (۴۰ تا ۱۳۲ هجری/۶۶۰ تا ۷۵۰ میلادی) آغاز شده است. گرگور شولر در تعداد زیادی مقاله نشان داد «نوشتن» لزوماً با «انتشار» یکسان نبوده و قرآن برای مدت‌ها به‌صورت شفاهی رواج داشته است. اساساً هدف از مکتوب‌کردن قرآن کمک به حافظهٔ قاریان بوده، نه پاس‌داشتن متن آن. کشف نسخه‌های خطی آثار افرادی مثل سیف بن عمر و عبد الرزاق صنعانی از قرن دوم هجری، نشان داده قدمت نگارش میان اعراب حداقل به آغاز قرن دوم/پایان قرن اول هجری می‌رسد.

### دیدگاه اسلام‌شناسان

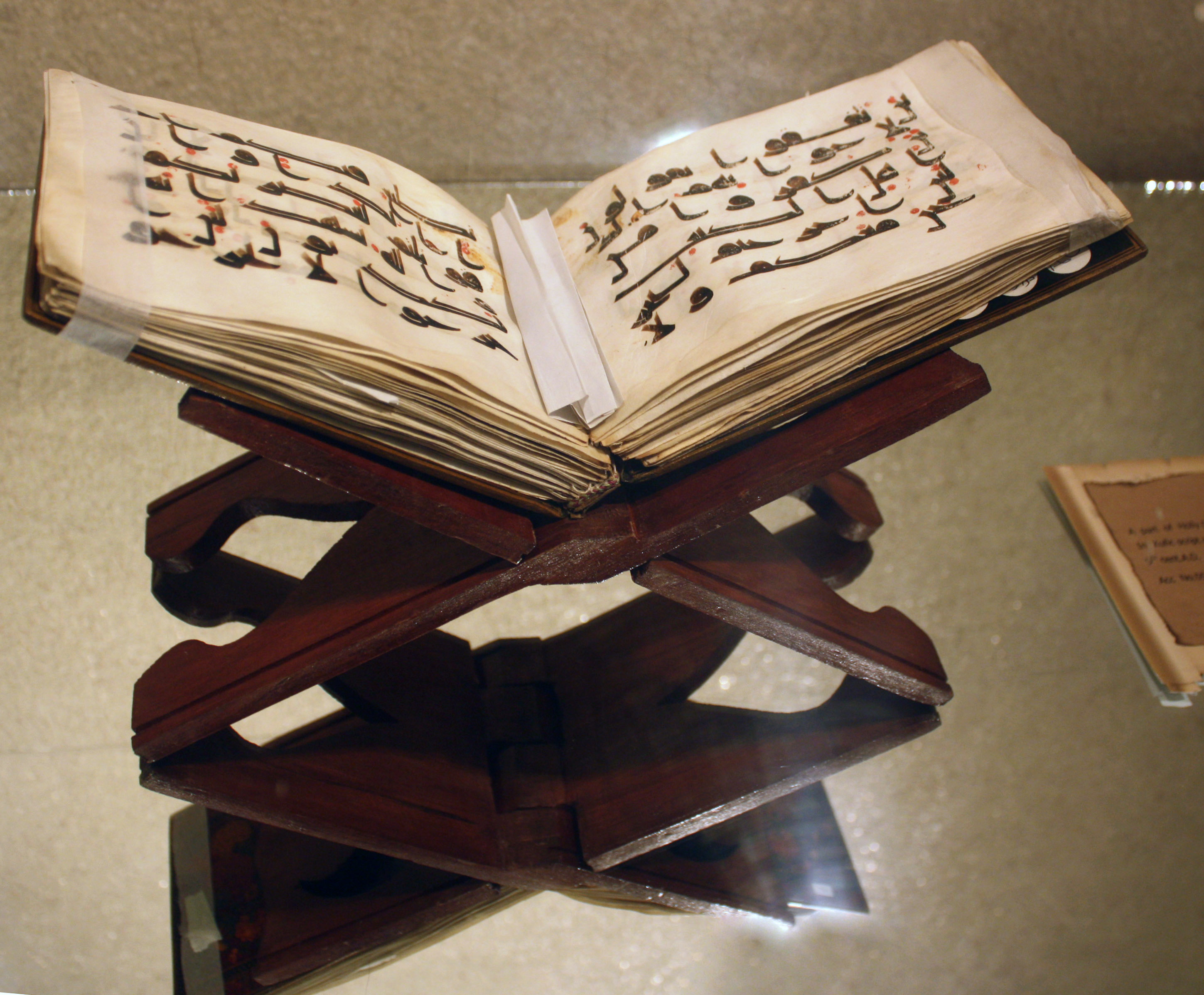
قرآن نگاشته‌شده در سدهٔ سوم هجری که در موزهٔ رضا عباسی نگهداری می‌شود.

دو موضع کلی میان قرآن‌شناسان دربارهٔ جمع‌آوری قرآن وجود دارد که شولر آن‌ها را «انتقادی» و «فوق‌انتقادی» نامیده است. پیروان دیدگاه فوق‌انتقادی منابع اسلامی را نامعتبر می‌دانند؛ اینان می‌گویند هر متنی در گذر زمان تغییر می‌کند و حتی در نوشته‌های یک نویسنده هم تناقض دیده می‌شود. روایات اسلامی از نظر تاریخی محتمل به نظر نمی‌رسند و گاه به وضوح افسانه‌ای هستند. آلفونس مینگانا اولین کسی بود که به این نتیجه رسید که نسخهٔ رسمی قرآن تا پایان قرن هفتم میلادی وجود نداشته است؛ او با تأکید بر نظریات پائول کاسانوا دربارهٔ نقش حیاتی عبدالملک بن مروان اموی و حجاج بن یوسف در شکل‌گیری نسخهٔ نهایی قرآن و همچنین با بررسی متون مسیحی نوشته شده در قلمروی اسلامی در دو قرن اول هجری، گردآوری و تدوین «مصحف عثمان» را از دورهٔ عبدالملک دانست. این خط پژوهشی از دههٔ هفتاد میلادی به بعد توسط پژوهشگرانی همچون پاتریشا کرون و مایکل کوک و برخی دیگر گسترش پیدا کرده‌ و امروزه مورد تأیید بسیاری از پژوهشگران است.
به‌گفتهٔ محمّدعلی امیرمعزّی، عبدالملک به دلایل سیاسی برای مشروعیت بخشیدن به امپراتوری خود، با بازخوانی پیامِ محمّد، قرآنی «رسمی» را که به دست ما رسیده تنظیم کرد و تلاش کرد که نسخه‌های دیگر آن را از بین ببرد. در نظر امیرمعزّی، خلیفه می‌دانست که «در جامعه‌ای که حرکت‌های اعتراضیِ دینی-سیاسی بسیار زیاد است، این تسلط تنها از طریق تسلط بر کتاب مقدس و البته تدوین آن امکان‌پذیر است. کتابی مدوّن، منحصربه‌فرد و مستقل از کتب مقدس پیشین (یعنی مسیحی و یهودی) که بر اساس احکام دولتی تدوین یافته باشد، بهترین تضمین برای امنیت اعتقادی و البته سیاسی است.» از نظر امیرمعزّی، این نسخه مورد بحث و انتقاد شیعیان بود و با نسخه‌های دیگر از نظر ظاهر و محتوا متفاوت بود اما نهایتاً پس از چهار قرن و در دوران خلافت عباسی با شکل‌گیری «ارتودکسی سُنّی» که یکی از دگم‌های آن الهی و جاودانی دانستن قرآن حکومتی (étatique) شد، این نسخه بر همهٔ مسلمانان از جمله شیعیان تحمیل یا در دوران آل بویه به روش تقیّه پذیرفته شد.
جان وانزبرو می‌گوید قرآن نه ریشهٔ عربی دارد، نه ریشهٔ اسلامی. زمانی‌که اعراب سرزمین‌شان را برای فتح خاورمیانه ترک کردند، به مرور و از ترکیب منابع دیگر قرآن را به وجود آوردند و قرآن نمی‌تواند قدیمی‌تر از دورهٔ عباسی باشد. استدلال‌های وانزبرو اغلب قابل‌قبول هستند اما دوره‌ای که برای شکل‌گیری قرآن در نظر دارد، خیلی متأخر است و امروزه مورد پذیرش نیست؛ البته تغییرات نهایی قرآن را می‌توان به دورهٔ عباسی نسبت داد. به‌گفتهٔ اسمال کایث، نسخه‌های دیگر قرآن که توسط عثمان از بین رفتند، می‌توانند به اندازهٔ نسخهٔ او «قرآن اصلی» محسوب شوند. دستور به نابودی دیگر قرآن‌ها و مقاومت‌ها در برابر این فرمان، نشان می‌دهد صاحبان آن‌ها قرآن‌های خود را به اندازهٔ نسخهٔ عثمان معتبر می‌دانستند. قرآن عثمان نهایتاً به اولین قرآن رسمی تبدیل شد اما احتمالاً این نسخه را بعداً با قرآن حجاج بن یوسف جایگزین کردند. در منابع اسلامی وجود نسخه‌های رقیب در برابر نسخهٔ حجاج هم گزارش شده است. در صورتی که تمایز عمده‌ای میان قرآن حجاج و قرآن قبلی وجود داشته، این تمایز به شکل افزودن تفسیر به متن آن بوده اما نهایتاً این تفسیر به بخشی از متن اصلی قرآن تبدیل شده است. همین نسخه، قدیمی‌ترین نسخهٔ قابل‌بازیابی قرآن است.
در سمت مقابل، نظر غالب پیروان دیدگاه «انتقادی» این است که باید با در نظر گرفتن مسائلی مثل شرایط شکل‌گیری یک منبع یا گرایش‌های نویسنده، اعتبار منابع اسلامی را سنجید. لازمهٔ پذیرفتن این دیدگاه، معتبرتر دانستن منابع اسلامی نسبت به شواهد کشف شده در نسخه‌های خطی است. این گروه معتقد هستند حجاج بر قرآن عثمان تنها تغییرات جزئی اعمال کرد. این نظر را می‌توان چنین خلاصه کرد که منابع قدیمی معتبرند، تا زمانی که خلافش ثابت شود؛ مایکل کوک در نقد این دیدگاه می‌گوید به همان اندازه دلایل کافی داریم که همهٔ منابع اسلامی را رد کنیم، تا زمانی که درست بودنشان ثابت شود. بیشتر قرآن‌پژوهان بزرگ قرن‌های نوزدهم و بیستم، مثل نولدکه، پیرو این مکتب بوده‌اند اما با در نظر گرفتن شواهدی که نسخه‌های خطی ارائه می‌کنند، در حال حاضر دیدگاه اول طرفداران بیشتری دارد.
فرانسیس ادوارد پیترز، گذشته‌نگار و استاد دانشگاه نیویورک، می‌گوید که تلاش‌ها برای بازسازی متن نخستین و دست‌نخوردهٔ قرآن در آکادمیای غربی چیزی که تفاوت برجسته‌ای با متن حال حاضر قرآن داشته باشد را به‌دست نداده است. به‌گفتهٔ ویلیام مونتگمری وات و ریچارد بل، اگر هرگونه تغییری از راه افزودن، حذف کردن، یا تغییر متن اتفاق افتاده بود، کم و بیش با قطعیّت کشمکش درمی‌گرفت، ولی رد و نشانی کمی از کشمکش مشاهده می‌کنیم. خیلی از کسان مذهبی‌تر مسلمان رفتار عثمان را توهین‌آمیز یافتند و او سرانجام بسیار غیرمحبوب شد، ولی عموماً اتهام تحریف قرآن در لیست اتهامات او قرار نگرفته یا هیچگاه نکتهٔ اصلی نبوده است. به‌گفتهٔ وات و بل، پژوهش‌های نوین قرآن هیچ انگیزهٔ جدی‌ای بر وقوع تحریف برجسته در قرآن ارائه نکرده است. اگر چه سبک قرآن تغییر می‌کند ولی کم و بیش گمانی از صحت آن باقی نمی‌گذارد. آنچنان همهٔ قرآن به‌شکل روشنی حالت یکنواختی دارد که شک در برابر نابی آن به‌سختی می‌شود پیش بیاید. البته گروهی از اسلام شناسان غربی دربارهٔ قدیمی‌بودن برخی آیات ویژه تردیدهایی ابراز کرده‌اند؛ برای نمونه سیلوستر دی سکی آیهٔ ۱۴۴ از سورهٔ آل عمران را که گفت‌وگو از زودگذر بودن محمّد می‌کند را مشکوک یافته و جهت استدلال به داستان عمر اشاره می‌کند که حاضر نبوده بپذیرد که محمّد درگذشته و ابوبکر او را مورد خطاب قرار می‌دهد. وات و بل این آیه را تحلیل کرده و احتمال این را که ابوبکر این آیه را جعل کرده باشد بسیار غیرمحتمل می‌یابند.
البته پذیرش کلی این که قرآن فعلی همان کلامی است که از زبان محمّد بیرون شده از سوی این گروه، به معنی این نیست که بحث‌هایی دربارهٔ آیات ویژه در جریان نباشد. ویلیام مونتگمری وات و ریچارد بل می‌گویند که در قرآن گواه دگرگونی‌های تند ریتم، تکرار واژه‌های یا عبارات در آیات کنار هم، حضور ناگهانی آیه‌ای که موضوعی متفاوت با آیات اطرافش دارد، برخورد متفاوت با یک موضوع در آیات کنار هم، شکاف‌ها در ساختار گرامری، دگرگونی‌های ناگهانی در درازای آیات، تغییر ناگهانی سوم شخص به اول شخص، یا مفرد به جمع، و کنار هم آمدن آیاتی که در ظاهر معنی متفاوتی دارند هستیم. بل و وات تغییر، اصلاح و بازنویسی در متن قرآن را دلیل آن می‌دانند.

### نظر مسلمانان

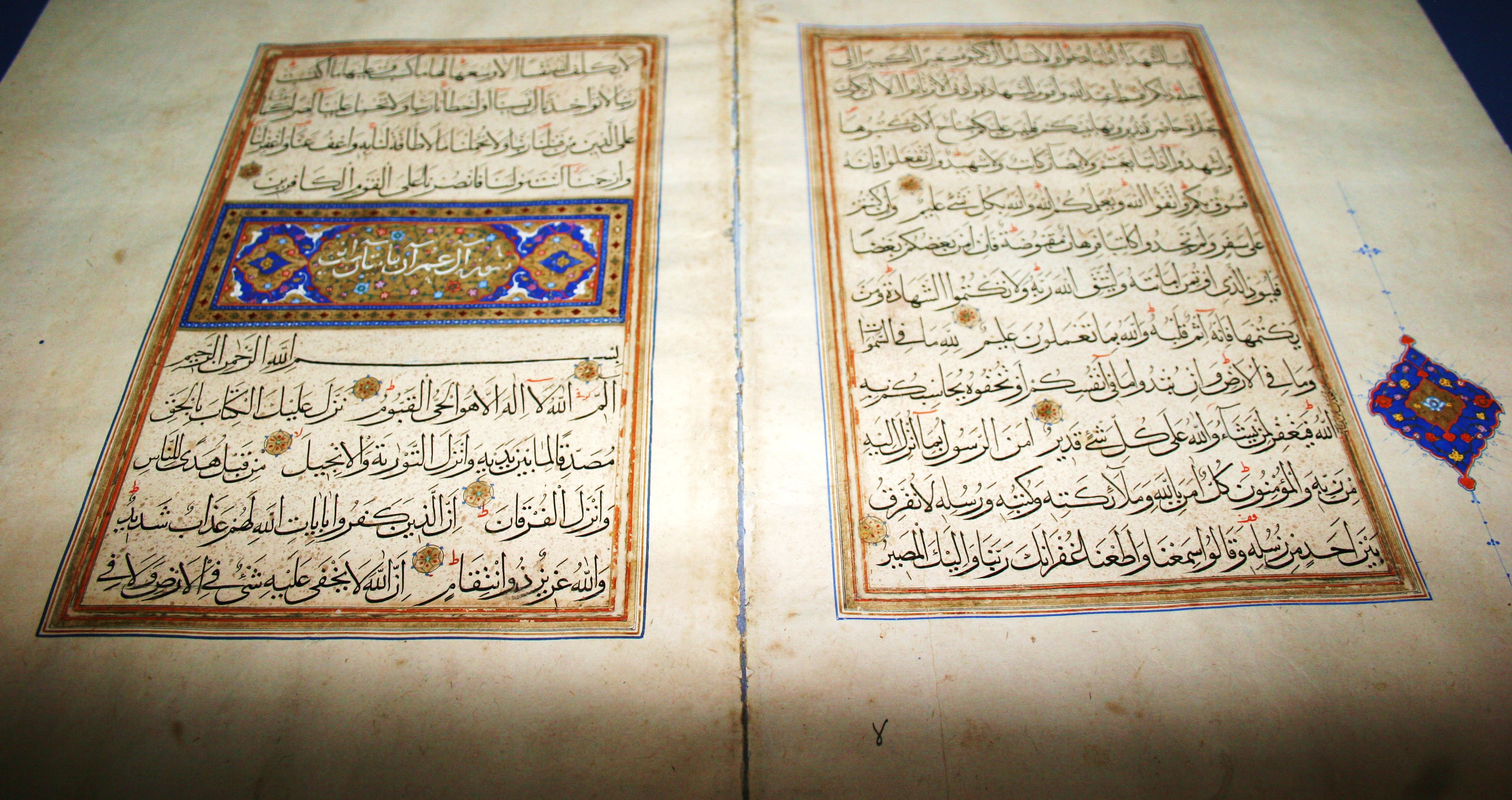
نسخه‌ای از قرآن متعلق به سدهٔ ۱۳ میلادی، در موزهٔ پرگامون.

مفسّران اهل سنت به‌گونهٔ تاریخی همواره باور داشتند که آیات قرآنی که در امروزه در دست ما است دقیقاً همان چیزی است که محمّد بازگو کرده است و هیچ‌گونه تغییری اعم از حذف یا اضافه در آن صورت نگرفته است. البته اهل سنت به‌گونهٔ سنتی سه طریق اصلاح را پذیرفته است: با استناد به آیاتی مانند رعد ۳۹ یا اعلی ۶–۷ تفاسیر سنتی اهل سنت پذیرفته‌اند که خود خدا می‌شود مایه بشود که محمّد برخی از آیات را فراموش کند یا حتی آیاتی از قرآن را حذف کند (بسنجید با تفاسیر شیعه مانند تفسیر المیزان که این موضوع را نمی‌پذیرند). دیگر اینکه می‌شود برخی از آیات قرآن جایگزین آیات دیگر شده باشند (ناسخ و منسوخ). ولی افزون بر اینها برخی از علمای اهل سنت هم باور داشتند که تحت بازبینی جبرئیل، محمّد برخی از آیات را که به او وحی شده بود در قرآن قرار نداده است. برای نمونه به‌گفتهٔ جان بورتان آیهٔ شمارهٔ ۲ سورهٔ نور دربارهٔ مجازات زناکار با مجازات سنگسار تفاوت می‌دارد. برخی از فقیهان کهنه دقیقاً از این روی مجازات سنگسار را رد می‌کردند؛ ولی روی‌هم‌رفته توافقی میان فقیهان دربارهٔ مجازات سنگسار برای زنا وجود داشت. برای بسیاری پذیرش اینکه رفتار و گفتار یک انسان (حتی اگر محمّد باشد) بتواند جایگزین واژه‌های خدا بشوند وجود نداشت، و از این روی این‌گونه استدلال می‌کردند که حتماً می‌بایست آیه سنگساری بوده که در قرآن قرار داده نشده ولی حجّیت آن باقی مانده است. در تفاسیر کهنه روایاتی منتسب به ابی ابن کعب، ابوموسی اشعری، عایشه و دیگر نقل شده که مضمون آن‌ها کنار ماندن برخی از آیات در قرآن گردآوری شده است. بدین سان برخی از علمای اهل سنت به گونهٔ سنتی باور داشتند که محمّد تحت بازبینی جبرئیل برخی از آیات را در قرآن قرار نداده اگرچه آن آیات هنوز حجّیت خود را داشتند.
از طرف دیگر زیرشاخهٔ میمونیه از خوارج ادعا می‌کردند که سورهٔ یوسف به دلیل مضامین عشقی آن به قرآن تعلق ندارد. شیعیان به‌صورت تاریخی دیدگاه‌های مختلفی داشته‌اند. برخی از شیعیان معتقد بودند که اشارات قرآن به علی و خاندان او در هنگام جمع‌آوری قرآن کنار گذاشته شده و علاوه بر آن تغییرات کوچکی در برخی آیات داده شده است. در منابع شیعه روایات متعددی در زمینهٔ تحریف قرآن توسط صحابه محمّد و آیات متفاوتی با قرآن رسمی که گفته شده تا پیش از تحریف قرآن بخشی از آن بوده‌اند، به‌دست رسیده که بسیاری از آن‌ها در «کتاب القرائات» (یا «کتاب التنزیل و التحریف») توسط احمد بن محمّد السیاری جمع‌آوری شده است. تعداد آیات شیعی قرآن بیش از صدها مورد است و چند مورد در ادامه ذکر شده است (تفاوت با قرآن رسمی با فونت ایتالیک ضخیم نوشته شده):
چرا هرگاه محمد چیزی دربارهٔ ولایة علی که خوشایند شما نبود برایتان آورد، کبر ورزیدید و از خاندان محمد گروهی را دروغگو خواندید و عده ای راُ کشتید؟— سورهٔ بقره آیهٔ ۸۷
و بی تردید پیش از این با آدم با فرامینی دربارهٔ محمد و علی و حسن و حسین و امامان از نسلشان پیمان بستیم، و فراموش کرد، و برای او عزمی نیافتیم.— سورهٔ طه آیهٔ ۱۱۵
به آنچه بر تو وحی شده است تمسک جو، تو بر ولایت علی هستی و علی صراط مستقیم است.— سورهٔ زخرف آیهٔ ۴۲
بارآشر در دانشنامهٔ قرآن می‌گوید: «مفسّرین شیعهٔ سدهٔ چهارم مانند شیخ مفید، سید مرتضی، شیخ طوسی و شیخ طبرسی باور داشتند که هر آنچه در قرآن گردآوری شده به‌دست عثمان آمده درستی دارد (یعنی تغییری در آن صورت نگرفته) ولی این قرآن ناقص است (یعنی دربرگیرندهٔ همگی وحی‌ای که به محمّد شده نیست). حداقل تا آغاز قرن چهارم هجری — تسلط آل بویهٔ شیعه بر دستگاه خلافت — مصحف‌های دیگری — از جمله مصحف علی و مصحف عبدالله بن مسعود — که تفاوت‌های شگرفی با مصحف عثمان داشته‌اند، رایج بوده‌اند. در دوران صفویان برخی از دانشوران شیعه (مانند ملا محسن فیض کاشانی و محمّد باقر مجلسی) باور داشتند که بر پایهٔ برخی احادیث کهنهٔ شیعه، قرآن دچار تغییر گشته است. از دانشوران معاصر شیعه برخی مانند سید ابوالقاسم خویی علیه دیدگاه تحریف قرآن استدلال کرده‌اند.
حسین بن محمّد تقی نوری ملقب به خاتم المحدثین در دیباچهٔ کتاب فصل الخطاب فی تحریف کتاب رب‌الارباب می‌نویسد: «این کتابی است لطیف که در اثبات تحریف قرآن، و فضایح اهل جور و عدوان فراهم آورده‌ام، و آن را فصل الخطاب فی تحریف کتاب رب‌الارباب نام نهادم، و بر سه سرآغاز و دو باب قرار دادم». این کتاب در سال ۱۲۹۸ ه‍.ق در ایران چاپ شده است. وی در این کتاب برای اثبات ادعای خود بیش از هزار حدیث داستان می‌کند. ولی پس از او نویسندگان شیعه بارها کتاب او را نقد کرده‌اند و احادیث نقل شده در آن کتاب را از باب اختلاف قرائت، برداشت یا مجعول دانسته‌اند.

## تأثیرات بر قرآن

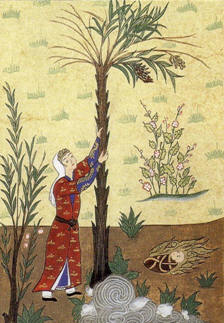
داستانی که قرآن دربارهٔ پناه‌بردن مریم به یک درخت نخل روایت کرده، از کتابی موسوم به «انجیل مشکوک متّیٰ» وام گرفته شده است.

قرآن اثری است که در «محلِ تقاطع» ادیان باستان نوشته شده است؛ تحقیقات نشان داده تأثیراتی از متون یهودی، مسیحی سریانی و حبشی و عقاید مانوی در قرآن دیده می‌شود. با این حال، گیوم دی عقیده دارد در تحقیق دربارهٔ تأثیرات بر قرآن، مشکل پیش روی پژوهشگران این نیست که مشخص کنند چه متونی بر قرآن تأثیر گذار بوده‌اند، بلکه باید پی ببرند آن تأثیرات چگونه به متن قرآن منتقل شده‌اند. به همین دلیل، شرایط مسیحیان و یهودیان عربستان، به‌خصوص در حجاز، از جمله مسائل مهم برای تاریخ‌پژوهان است.
قرآن بارها به یهودیان و یهودیت اشاره کرده و بسیاری از آیات قرآن ریشه در داستان‌های کتاب مقدس دارند. با این وجود، اغلب داستان‌های قرآنی بیشتر به منابع متأخر یهودی مثل میدراش شبیه هستند و به نظر می‌رسد نویسنده(گان) قرآن با خود کتاب مقدس آشنایی نداشته‌اند. به عنوان مثال، قرآن به نام هیچ‌کدام از کتب تنخ/عهدین اشاره نکرده و ظاهراً با تقسیم‌بندی آن آشنا نیست. حتی به چیزهایی اشاره کرده که اثری از آن در تنخ یافت نمی‌شود؛ مثلاً سورهٔ توبه می‌گوید در «تورات و انجیل و قرآن» به کسانی که در راه خدا بکشند یا کشته شوند وعدهٔ بهشت دادیم، درحالی‌که مفهوم بهشت در تنخ وجود ندارد و در عهد جدید هم به جهاد اشاره نشده است. لغات دینی که قرآن به کار برده تفاوت‌هایی با آنچه در عربی مرسوم بوده دارد و به عقیده بار اشر، این نزدیکی نویسندگان قرآن با متفکران یهودی را نشان می‌دهد. یهودیان قرن‌ها قبل از ظهور اسلام در عربستان و حجاز ساکن بوده‌اند، اما به‌طور دقیق مشخص نیست این یهودیان از چه گروهی بودند. ممکن است اینان یهودی-مسیحی بوده باشند و در این صورت، همین موضوع شباهت قرآن و رسالهٔ آموزه‌های رسولان را توضیح می‌دهد. به هر روی این پرسش همچنان واضح نیست.
از ابتدای سدهٔ بیست و یکم، پژوهش‌ها به‌صورت روزافزون، به تأثیرات متونی سریانی در فضای شکل‌گیری اسلام و احتمالاً بر قرآن گواهی می‌دهند و آثار پدران کلیسای سریانی ممکن است منبعِ داستان‌های کتاب مقدس که در قرآن بازگو شده‌اند، بوده باشند. به عنوان مثال، روایت قرآن از سرگذشت یوسف با داستان تورات تفاوت‌های عمده‌ای دارد و به قصه‌های مسیحیِ سریانی منسوب به نرسهٔ سریانی شبیه است؛ در روایت تورات راحل (مادر یوسف) در زمان زاییدن بنیامین می‌میرد اما در قرآن و آثار سریانی، او در انتهای داستان حاضر است و به یوسف سجده می‌کند. در تورات یعقوب مرگ یوسف را باور می‌کند اما در قرآن و نوشته‌های منسوب به نرسهٔ سریانی متوجه دروغ فرزندانش می‌شود. به‌گفتهٔ فان رث، تاثیر مسیحیت بر اسلام یکپارچه نیست؛ بلکه مسیحیان نَسطوری، میافیزی و حتی مانوی از نظر دینی و فرهنگی بر آن اثرگذار بوده‌اند. قبیلهٔ قریش با امپراتوری بیزانس در ارتباط نزدیک بوده و رهبر اتحادیهٔ ایلاتی قبیلهٔ محمّد هم احتمالاً مسیحی بوده است. هویلَند بر اهمیت حضور مبلغان مسیحی نزد قبایل عرب و نقش کلیسای سریانی در جامعهٔ رو به ظهور مسیحی عرب اشاره می‌کند. به‌گفتهٔ ابن راوندی، نویسندهٔ قرآن احتمالاً به دلیل آشنایی با دیاتسارون بوده که تصور کرده مسیحیان فقط یک کتاب مقدس دارند. به‌گفتهٔ گیلیو، محققان غربی نیز معتقدند دیاتسارون بر برخی آیات قرآن تاثیر گذاشته است. مسیحیت حبشی نیز بر قرآن تاثیر گذاشته اما نمی‌توان گفت این تاثیر به‌صورت مستقیم بوده یا ابتدا با عناصر عرب درهم آمیخته است. برخی از لغات قرآن که ریشهٔ آرامی یا یونانی دارند از طریق زبان حبشی وارد آن شده‌اند و همچنین عباراتی مثل «بسم‌الله» این اثربخشی را روشن می‌کنند.
احکام و قوانین قرآنی هم مهم است؛ از بررسی منابع متأخر اسلامی می‌توان چنان نتیجه گرفته می‌شود که این احکام، قوانین مرسوم عرب بوده‌اند. با این حال، منابع اسلامی را نمی‌توان لزوماً معتبر قلمداد کرد. بررسی‌های معاصر نشان داده این احکام از نظر موضوعی و زبانی با آموزه‌های رسولان، تَلمود و قوانین امپراتوری روم شرقی نزدیکی دارند. یوزف شاخت می‌گوید فقه اسلامی از قرن دوم هجری آغاز می‌شود و احکام اسلامی آن دوره به‌طور اعجاب‌آوری غیرقرآنی یا حتی برخلاف قرآن هستند؛ متأخر بودن زمان جمع‌آوری قرآن یا عدم توافق بر روی متن نهایی آن می‌تواند دلیل این مسئله باشد. البته ممکن است صدور حکم بر اساس رأی فقیه نیز در آن اثرگذار بوده باشد. برخی از لغاتی که قرآن به کار برده، مثل کَوثر، اَبابیل، حروفِ مقطعه و غیره، حتی برای متفکران مسلمان قرون وسطی هم ناآشنا و مبهم بوده است. مایکل کوک دربارهٔ اینکه چرا چند دهه بعد از مرگ محمّد، مسلمانان معانی حروف مقطعه را نمی‌دانستند (یا فراموش کرده بودند)، می‌گوید: یا مطالب قرآن تا چند دهه بعد از درگذشت محمّد در دسترس نبوده، یا این مطالب حتی در زمان خود محمّد هم کهن و قدیمی محسوب می‌شدند.

## رابطهٔ بینامتنی با متون پیشین
این شب‌زنده‌داری را همچون جشنی معمولی تصوّر نکنید
این جشنی است که ارزشش از صد جشن بیشتر است
فرشتگانِ مقرّب و دیگر فرشتگان در آن روز پایین آمدند
تا حمد (گلوریا) تازه‌ای بخوانند (اشاره به ابلاغ خبر تولد عیسی)

متن قرآن به‌صورت صریح یا ضمنی بارها به متون مذهبی پیشین یا محتوای آن‌ها اشاره کرده است. این متون علاوه بر کتاب مقدس (عهد عتیق و عهد جدید)، متون دیگری نظیر میشنا، تلمود و مطالب مشکوک مسیحی و یهودی (مثل داستان‌های کودکی عیسی از ادبیات مسیحی یا عهد موسی از ادبیات یهودی) را شامل می‌شود. به همین دلیل، محققان تلاش کرده‌اند تا رابطهٔ پنهانی که میان سوره‌های قرآن و آثار پیشین وجود دارد را کشف کند. یک نمونه، سورهٔ قدر است؛ در گذشته، قرآن‌شناسان دیدگاه روایی اسلامی مبنی بر اینکه این سوره به نزول قرآن در یک شب بر محمّد اشاره دارد را پذیرفته بودند اما این مسئله در تحقیقات جدیدتر زیرسؤال رفته است. پژوهشگران استدلال می‌کنند که منبع این سوره یکی از اشعار افرایم سوری دربارهٔ تولد عیسی است و مطالعهٔ لغات مورد استفاده در آن (مثل «شب قدر/سرنوشت») نشان می‌دهد که با عبادات مسیحی مرتبط است. منظور از پایین آمدن در واقع فرود عیسی از آسمان به زمین است، نه قرآن. لولینگ، شومِیکِر و گیوم دی از این نظریه پشتیبانی می‌کنند و امیرمعزّی نیز آن را قابل‌قبول می‌یابد. البته افرادی مثل کوپرز هم این سوره را با دو متن یهودی (کتاب خرد و عهد دوازده شه‌پدر) شبیه می‌دانند. گیلیو نیز نظر کریستوف لوکزِنبرگ را دربارهٔ تأثیر ادبیات سریانی بر برخی آیات پذیرفته؛ او نظری مشابه دربارهٔ سورهٔ عادیات دارد و آن را بازخوانی باب پنجم نامهٔ اولِ پِطرُس محسوب می‌کند.
به‌گفتهٔ گوبیلو، هر چند کتبی که قرآن به آن‌ها اشاره می‌کند پیش‌تر در عربی در دسترس نبودند اما یکی از کارکردهای اصلی قرآن ارائهٔ تفسیری بر آن‌هاست؛ قرآن گاه آن‌ها را تأیید و گاه «حقیقت» پنهان‌شان را نمایان می‌کند. به عنوان مثال، «عهد ابراهیم» یکی از متون یهودی متأخر منسوب به ابراهیم است که قرآن (تحت عنوان صُحُفِ ابراهیم) صحت این انتساب را تأیید کرده اما روایت فتح خشونت‌آمیز مدین توسط بنی‌اسرائیل در تورات را درست ندانسته (سوره بقره، ۵۸ تا ۶۰) و آن را اصلاح کرده است و می‌گوید بنی‌اسرائیل به‌صورت صلح‌آمیز وارد شدند. به‌گفتهٔ کوپرز، صحبت از تأثیر ادبیات پیشین بر قرآن صحیح نیست زیرا قرآن خوانشی نو از آن متون است.
روون فایرستون توضیح می‌دهد که متون مذهبی جدید مشروعیت خود را از متون و احکام دینی پیشین می‌گیرند و صحت خود را با تأیید یا رد احکام دین قبلی نشان می‌دهند؛ این رابطه‌ای است که عهد جدید با عهد عتیق دارد. رابطهٔ قرآن با عهدین نیز مشابه است. در واقع، به همین دلیل است که قرآن می‌گوید خدا بعد از آفرینش خسته نشد (برخلاف تورات که می‌گوید در هفتمین روز خلقت استراحت کرد) یا سورهٔ مائده (آیات ۷۲ تا ۷۵) ادعای الوهیت عیسی را رد می‌کند. در چند آیهٔ قرآن ادعا شده متون مذهبی پیشین تحریف شده‌اند؛ چنین ادعاهایی در جهان باستان رایج بوده و افراد مثل مانی، مرقیون، کلسوس، پورفیری و بسیاری دیگری برای کم‌اعتبار کردن دشمنان خود از آن استفاده کرده‌اند. ممکن است قرآن این عقیده را به‌صورت مستقیم یا غیرمستقیم از افراد مذکور یا پیروانشان وام گرفته باشد.
هولگر زلنتین در زمینهٔ شباهت قرآن با آثار پیشین مثل دیداکه و موعظه‌های کلمنتی تحقیق می‌کند. او معتقد است مضامین مشترکی میان این آثار و قرآن وجود دارد اما دیدگاه نویسندگان این آثار نسبت به آن مضامین یکسان نیست؛ زلنتین «میراثِ مشترک یهودی-مسیحی» را در این زمینه دخیل می‌داند. او در مجموعه‌ای از مقالات نشان داده که نویسندهٔ قرآن با ادبیات معاصر خودش به خوبی آشنا بوده و وام‌گیری‌هایش را نمی‌توان مدرکی برای درک اشتباه او از آن‌ها دانست، بلکه به‌صورت ماهرانه‌ای از آن‌ها استفاده کرده است. به همین ترتیب، می‌توان از قرآن برای درک بهتر شرایط دینی مکه و سپس مدینه در آن زمان استفاده کرد. او خود نتیجه می‌گیرد یهودیان مدینه پیرو یهودیت رایج در فلسطین بودند، نه یهودیت بابلی.
دیدگاه سوم هم به این صورت است که با توجه به نقل‌قول‌های قرآن از کتاب مقدس و ادبیات پیرامونش، باید قرآن را یک «کتاب قرائت» (lectionary در انگلیسی) بازتفسیر شده محسوب شود. کتاب قرائت (اساسا لغت «قرآن»/قِریانا در سریانی به همین معنا به کار می‌رفته) در عبادات مسیحی و یهودی به فهرست یا کتابی گفته می‌شود که حاوی بخش‌هایی از متون مذهبی بوده تا در روزی به‌خصوص قرائت شود. گیلیو می‌گوید «ممکن است قرآن یا بخش‌هایی از آن یک کتاب قرائت باشد؟ من وسوسه شده‌ام که اینگونه برداشت کنم. اگر تأثیر متون سریانی نبوده، پس چطور قرآن توانسته داستان مسیحی اصحاب کهف را بازگو کند؟ با استفاده از آن منابع و همچنین انجیل‌های مشکوک، محمّد و کسانی که به او کمک می‌کرده‌اند توانسته‌اند برای خودشان یک کتاب قرائت (یا همان قرآن) داشته باشند.» کوپرز و گابیلو هم از این نظر پشتیبانی می‌کنند: «بهترین راه این است که قرآن را همان چیزی که هست در نظر گرفت: یک کتاب قرائت دینی؛ مجموعه‌ای از متون که با هدف قرائت در مراسم‌های عمومی گرد آورده شده. از نام کتاب هم مشخص است زیرا در کلیسای سریانی به چنین متونی قِریانا می‌گفتند. این مسئله به‌خصوص در مورد سوره‌های مکی صادق است.» فان رث پا را فراتر می‌گذارد و می‌گوید «کتابی که اطرافیان محمّد قرائت می‌کردند همان پِشیطتا، کتاب مقدس سریانی، بوده است.»

## زبان قرآن
هنوز اتفاق نظری دربارهٔ زبان قرآن — قرآنیِ که از دهان محمّد خارج شد و قرآن‌شناسان آن را «قرآن اوریجینال» لقب داده‌اند — میان پژوهشگران شکل نگرفته است. به‌گفتهٔ آیهٔ ۱۹۵ سورهٔ شعراء، قرآن به زبان «عربیِ مبین» نوشته شده است. سنت روایی اسلامی به‌طور کلی مبین را «خالص» یا «شیوا» تفسیر کرده است. از نظر لغوی، مبین از ریشه ب ی ن و به معنای «توضیح‌دهنده» است. نظر سنتی منابع اسلامی این است که هم قرآنی که امروزه چاپ می‌شود و هم قرآن اوریجینال، به زبان رایجِ میان قریش هستند. با این وجود، محققان اعتقاد دارند لهجه‌های مختلفی که قبایل عرب به آن‌ها صحبت می‌کردند، با لهجه‌ای که برای تدوین اشعار و قرآن استفاده شده، متفاوت بوده است، به‌گونه‌ای که اعراب مجبور بودند آن را چون زبانی خارجی یاد بگیرند. وجود لغاتی از لهجهٔ یمنی نظیر «ارائک» (جمع اریکه) تردیدهایی دربارهٔ یکی‌بودن لهجه قرآن و لهجه مادری محمّد ایجاد می‌کند. پژوهشگران اروپایی تا نیمهٔ دوم قرن بیستم، نظر منابع اسلامی را پذیرفته بودند اما جان وانزبرو در دههٔ ۱۹۷۰ آن‌ها را زیر سؤال برد؛ او با توجه به کتاب مقدس و مطالب پیرامون آن، بدان نتیجه رسید که مقصود آیاتی مثل آیهٔ ۴ سورهٔ نساء، تأیید صحت پیام محمّد است و ارتباطی به خود زبان عربی ندارد. جان رستو با وانزبرو دربارهٔ تفسیر اشتباه این آیه هم‌نظر است و اعتقاد دارد «عرب» در قرآن به حلقه بسته‌ای از افراد مرتبط با یک خدا در عراق اشاره دارد و زبان این گروه (العَرَبیَّه) نیز زبان مخصوص انتقال پیام از جهان فوق‌بشری است. او می‌گوید زبان عجم که در قرآن به کار رفته ارتباطی با یونانی، عبری یا دیگر زبان‌ها ندارد؛ بلکه به یکی از لهجه‌های زبانی که امروزه «عربی» نامیده می‌شود، اطلاق شده است.
تحقیقات وانزبرو همچنین نشان داد مطالب قرآن از طیف ادبی گسترده‌ای هستند و در نتیجه نمی‌توانند اثر یک فرد در چنان دورهٔ کوتاهی باشد. وانزبرو نظریهٔ پدیدآمدن قرآن در دورهٔ عباسی در عراق را در پیامد همین تحقیقات مطرح کرد؛ به‌گفتهٔ او، روند اسلامی و عربی‌سازی حدود ۳ قرن طول کشیده و این زمان فرصت کافی برای تکامل زبان عربی را فراهم کرده است. در همان دهه، گونتر لولینگ گفت که یک‌سوم قرآن را مطالب مسیحی عربی قبل از اسلام (که مسلمانان با توجه به اهداف خودشان تغییرشان دادند) و دو سوم دیگر قرآن را مطالب اسلامی تشکیل می‌دهند. در آغاز قرن بیست و یکم، کریستف لوکزنبرگ کتاب خوانشِ سریانی-آرامی قرآن را منتشر کرد؛ نویسنده در این اثر کلمات قرآن را نه به عربی بلکه به سریانی ریشه‌یابی کرده تا آیات پرمعناتر شوند. به عنوان مثال، او اعتقاد دارد «حوری» به دختران باکرهٔ بهشتی اشاره ندارد و به معنای انگور سفید است. در همین دوره، آنگلیکا نویوِرت در مجموعه‌ای از آثار، محققان را بابت بررسی قرآن فعلی به عنوان یک کتاب کامل سرزنش کرد و پیشنهاد کرد به‌صورت بخش‌بخش (مثلا سوره به سوره) بررسی شود. در نظر ارنست اکسل کناوف، جامعهٔ عرب سه لهجهٔ مختلف را استفاده می‌کرده؛ عربیِ نَبَطی به عنوان زبان نوشتن، زبان ادبی شاعران و متون مذهبی و نهایتاً زبان قبیله‌ای. او اعتقاد دارد محمّد از زبان عربی نوشتاری استفاده کرد اما همچنین تلاش کرد به زبان ادبی تا حد ممکن نزدیک باشد. گیلیو با توجه به تحقیقات کریستف لوکزنبرگ، مبین را «آشکارشده» ترجمه می‌کند و نتیجه می‌گیرد که معنای اصلی آن، آشکارسازی معنای آیات کتاب قرائت (قِریانا/قرآن) که به زبانی خارجی نوشته شده است.

## ساختار

### سوره

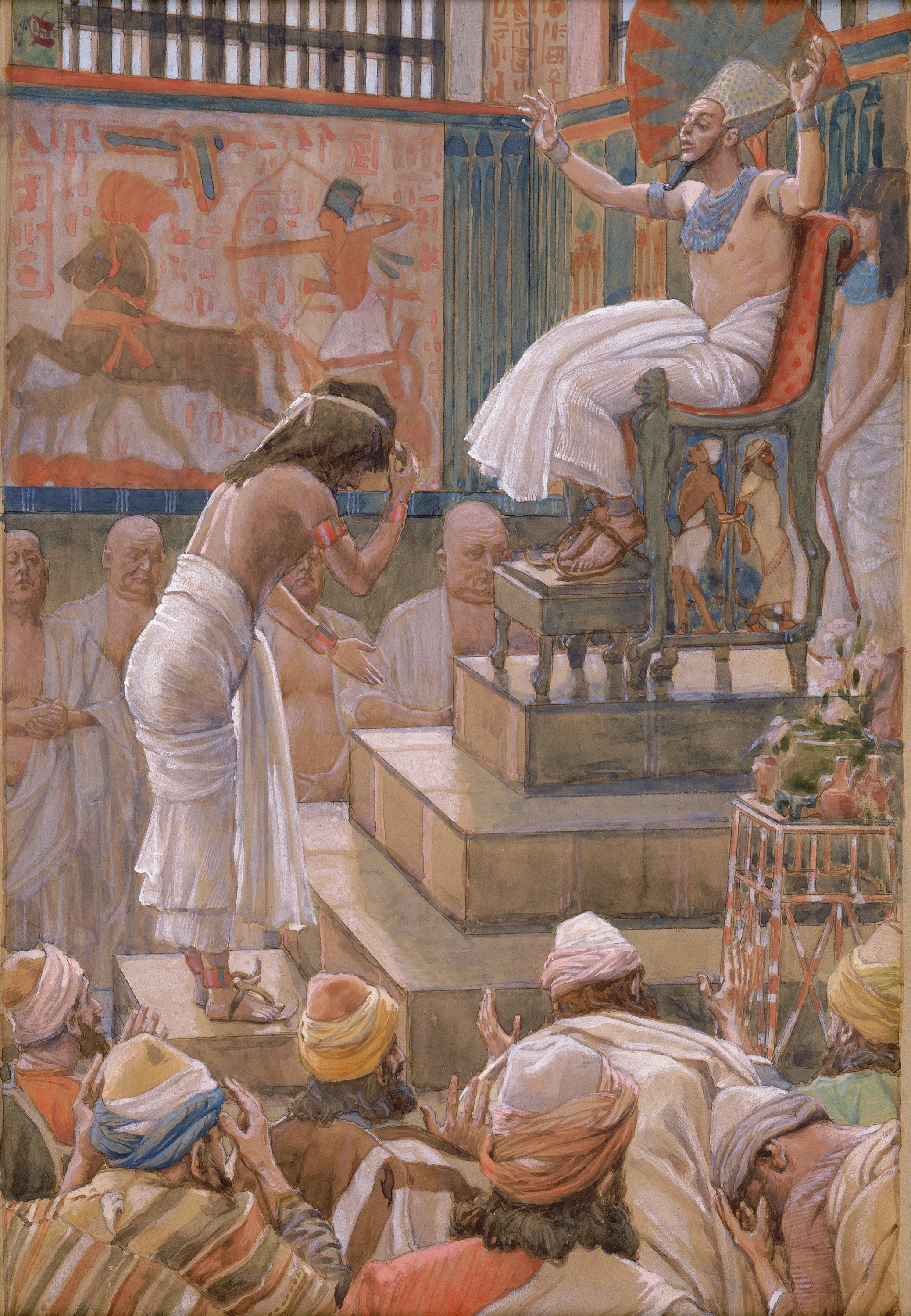
یوسف و برادرانش در حضور فرعون، اثر جیمز تیسوت. به‌گفتهٔ مورخ مصری احمد عثمان، داستان یوسف در تورات و قرآن ریشه در داستان مصری یویا دارد.

نسخهٔ استاندارد فعلی قرآن به ۱۱۴ بخش‌های مستقلی که اصطلاحاً «سوره» (در واژه به معنای «بُریده‌شده») نامیده می‌شوند، تقسیم شده که ارتباط خارجی مشخصی با یکدیگر ندارند. ترتیب‌بندی سوره‌ها از سوره بقره به بعد، کم و بیش بر اساس حجم آن‌هاست، هرچند به نظر می‌رسد با مرور زمان تغییراتی در آن اعمال کرده‌اند. با این وجود، تقسیم‌بندی قرآن به سوره‌های مختلف ساختار مشخصی به آن نداده زیرا هر سوره ممکن است، مسائل نامرتبطی مثل احکام یا آخرت را بیان کند و آیات مربوط به یک مسئله خاص (نظیر سرگذشت موسی یا ازدواج و طلاق) در سوره‌های گوناگون پراکنده شده باشند. نُیوِرت از این مسئله نتیجه می‌گیرد که متن قرآن را با عجله و قبل از نوشته‌شدن زندگینامهٔ محمّد جمع‌آوری کرده‌اند. تحقیقات او و افراد دیگری مثل کوپرز نشان داده آیات هر سورهٔ قرآن دارای انسجام ادبی است. دو منبع مسیحی از قرن دوم هجری/هشتم میلادی به سوره‌ها اشاره کرده‌اند اما آن‌ها را آثار ادبی مجزایی از قرآن به حساب آورده‌اند. هر سوره ممکن است یک یا چند نام داشته باشد که بیشتر از کلمه‌ای از آن سوره یا رخدادهای منسوب به آن گرفته شده‌اند.
منابع سنتی اسلامی، ترتیب سوره‌ها را به محمّد یا عثمان نسبت داده‌اند و در مورد عثمان گفته‌اند او آن‌ها را بر اساس حجم‌شان مرتب کرد، نه به‌صورت زمانی. سوره‌ها بر اساس یک سنت متأخرِ اسلامی، به دو دستهٔ مکی (نازل‌شده در مکه) و مدنی (نازل‌شده در مدینه) تقسیم شده‌اند. نخستین تلاش‌ها برای فهم متنِ موجود، منجر به شکل‌گیری تفسیرهای متأخر بر اساس مراحل زندگی محمّد بوده است؛ در واقع از نظر این مفسّران، زندگی محمّد باید محورِ فهمِ متنِ موجود باشد. کمی بعدتر، یکی از نخستین تلاش‌ها برای فهمِ متنِ قرآن بر اساس ایجادِ روایتِ «شأنِ نزول» در رساله‌ای منسوب به مقاتل بن سلیمان (درگذشتهٔ ۷۶۷ ق) پدیدار می‌شود. این رویکردِ تفسیرِ قرآن مبتنی بر اسبابِ نزول، در تفسیر ابن کثیر (درگذشتهٔ ۷۷۴ ق) نقش مهم‌تری می‌گیرد. این تلاش برای نظم‌مند کردن متنِ قرآن بر اساسِ تاریخی‌سازیِ مبتنی بر زندگی محمّد به موضوعِ بحث در میان مفسّران تبدیل می‌شود و تفاسیر مختلفی، گاه بسیار متفاوت، انتشار پیدا می‌کند و سوره‌ها به‌سرعت به مکی و مدنی تقسیم شدند، بدون آنکه در برخی از موارد توضیح داده شود که دقیقاً تمایز بین آنها چیست. ترتیب سوره‌ها در قرآن دست‌نویس صَنعا با قرآن فعلی فرق دارد. به‌گفتهٔ امیرمعزّی، در مطالعهٔ ۹۲۶ نسخهٔ پراکنده از قرآن، ترتیب سوره‌ها در ۲۲٪ نسخه‌ها با ترتیب رسمی کنونی متفاوت بوده است.
گوستاو وایل سوره‌ها را در چهار دسته قرار داده است: سه گروه مکی و یک گروه مدنی. نولدکه، بل و بلاشِر تقسیم‌بندی وایل را پذیرفتند و آن را بسط دادند. اینان سه معیار برای مکی یا مدنی بودن در نظر دارند: محتوا، سبک و اشاره به اتفاقات. سوره‌های موسوم به مکی لحنی آخرالزمانی و پرشور دارند و تمرکز سوره‌های مدنی بر سازماندهی و بسیج امت اسلامی است. در نظر رینولدز، تقسیم‌بندی نلدکه و وایل نشان‌دهندهٔ آن است که قرآن‌پژوهیِ غربی منابع غیرقرآنیِ اسلامی را جدی گرفته است و رینولدز آن‌ها را از این بابت سرزنش می‌کند. او ادامه می‌دهد که بلاشر سوره‌هایی که از لفظ «بنی‌اسرائیل» استفاده کرده‌اند را مکی و آن‌هایی که لغت «یهود» را به کار برده‌اند، مدنی محسوب کرده است و این گروه‌بندی ساده تنها به دلیل توجه به سیره‌های محمّد است که اهمیت بیشتر یهودیان در دورهٔ حضور او در مدینه را روایت کرده‌اند. بلاشر خود معترف بود که نتوانسته کاملاً از مطالب سیره‌های محمّد چشم‌پوشی کند. او می‌گوید با تقسیم‌بندی سوره‌ها از نظر ادبی و بدون توجه به منابع اسلامی، دیگر نمی‌توان آن‌ها را یک بخش واحد در نظر گرفت.
به‌گفتهٔ نیکولای سینای، بلندی آیات در سوره‌های مختلف با یکدیگر فرق دارد اما در یک سوره به‌خصوص، به هم نزدیکی دارند. در سوره‌های حاوی آیات کوتاه، قافیه چندین بار در طول متن تغییر می‌کند. موضوع این سوره‌ها معمولاً آخرالزمان است اما سوره‌هایی که آیات بلند دارند، مباحثی مثل احکام قرآنی و فراخوان جهاد یا تاختن به یهودیان و گروهی موسوم به «منافقون» را بیان کرده‌اند. پیامبر قرآن، در سوره‌هایی با آیات بلند، «نبی» نامیده شده است. سینای با بررسی فنی آیات این سوره‌ها، نتیجه می‌گیرد آیات بلندی که میان آیات کوتاه قرار داده شده‌اند، الحاقی هستند و محتوای اکثر این آیات هم در واقع تفسیر آیات پس یا پیش است. به‌گفتهٔ رینولدز، تنها در صورتی می‌توان آیات قرآن را به‌صورت زمانی مرتب کرد که ابتدا پذیرفت این کتاب فقط یک نویسنده داشته، هیچ ویراستاری نداشته و تجربیات جامعه‌ای در مکه و مدینه بین سال‌های ۶۱۰ تا ۶۳۲ میلادی را بازتاب می‌دهد.

### آیه و دیگر بخش‌ها

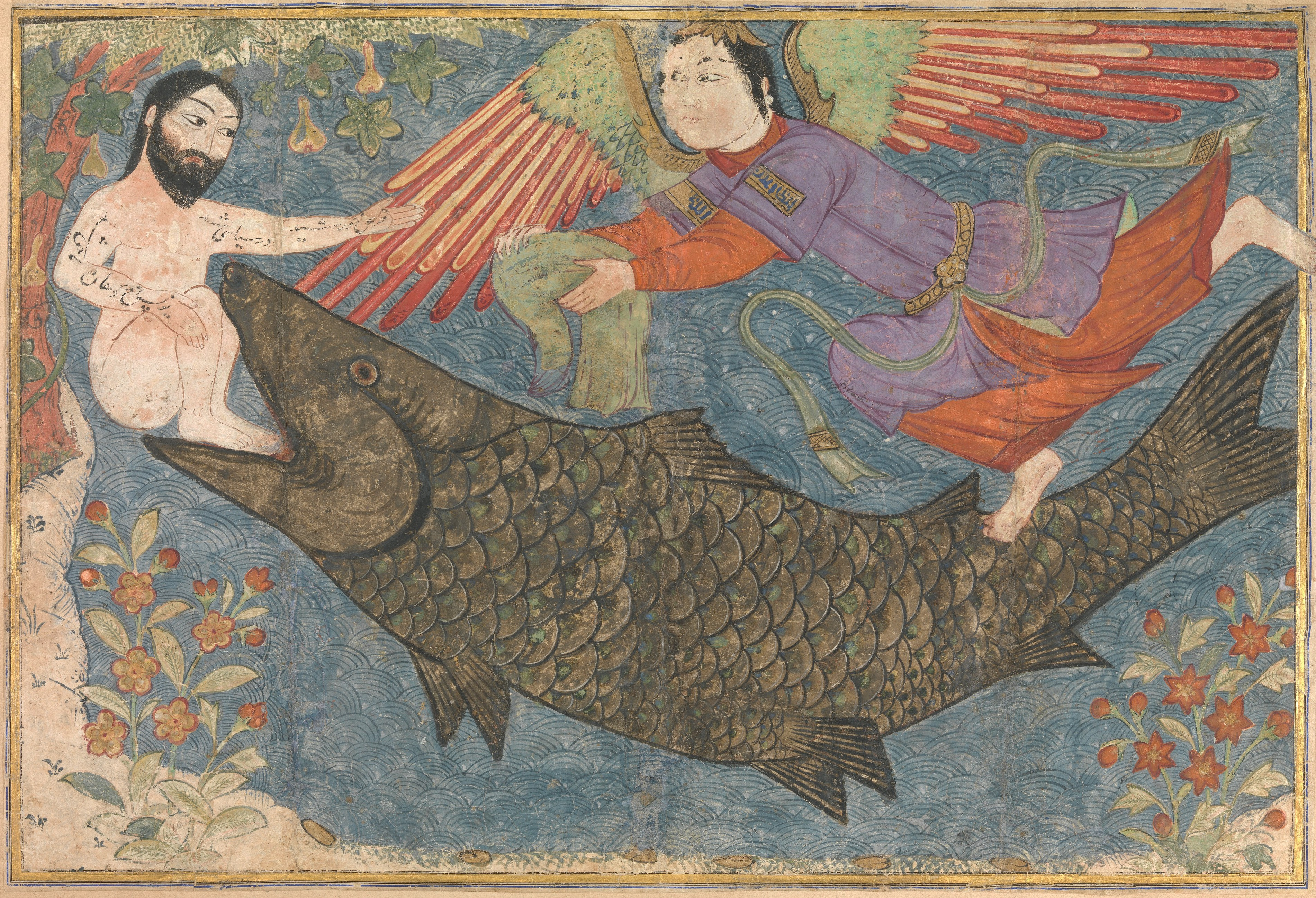
داستان یونس و ماهی که در قرآن بازگو شده، ریشه در کتاب یونس در تنخ دارد. پژوهشگران معاصر این داستان را قصه‌ای طنز می‌دانند که احتمالاً به اشتباه و به دلیل عدم درک ماهیت طنز آن از سوی کاتبان، وارد سرگذشت پیامبران تنخ شده است.

سوره‌های قرآن به بخش‌های کوچک‌تری به نام آیه تقسیم شده‌اند. شماره‌گذاری آیات پدیده‌ای معاصر است و قرآن استاندارد فعلی ۶٬۲۳۶ آیه دارد. آیه در لغت به معنی «نشانه» است و حدود ۳۰۰ بار در قرآن در اشاره به چیزهایی مثل کوه که قرار است صحت پیام محمّد را ثابت کنند، به کار رفته و در گذر زمان، آیه‌های قرآن به این نام موسوم شدند. آیاتِ کنار هم اغلب قافیه‌های یکسانی دارند اما میان مسلمانان دربارهٔ اینکه برخی آیات کجا به پایان می‌رسند، اختلاف نظر وجود دارد. حجم آیات تناسبی با هم ندارد و از یک کلمه تا چند خط متفاوت است. آیات کوتاه قدیمی‌تر، سجع‌دار هستند، مشابه موعظه‌های عربستان باستان؛ آیه‌های جدیدتر این ویژگی را ندارند. مسلمانان به‌طور سنتی سوره‌ها را به دو بخش مکی و مدنی تقسیم کرده‌اند اما میان سوره‌های مکی نیز برخی آیات را مدنی می‌دانند و بالعکس. اتفاق نظری وجود دارد که آیات ۱ تا ۵ سورهٔ علق یا آیات ۱ تا ۷ سورهٔ مدثر قدیمی‌ترین آیات قرآن هستند. متن قرآن به ظاهر بدون آغاز، میانه و پایان است. ساختار آن غیرخطی و مانند یک تار عنکبوت است.
بسته به روش شمارش و تعریف واژه و نیز نحوهٔ رسم‌الخط، اعداد گوناگونی برای شمار واژه‌ها و حروف قرآن گفته شده است. مشهورترینِ آن‌ها ۷۷٬۷۰۱ واژه و ۳۲۳٬۶۷۱ حرف است که حدود ۱۰٬۰۰۰ واژهٔ آن غیرتکراری است و ۱۲۶۰ واژه از آن‌ها به‌عنوان ریشهٔ ۸۰ درصدِ ۱۰هزار واژه شناخته می‌شود. برخلاف شماره‌گذاری آیات، قرآن از دیرباز به ۳۰ بخش تقریباً مساوی به نام جزء و هر جزء از دو قسمت مساوی به نام حزب تقسیم شده است. فارسی‌زبانان قرآن را به سه پاره و دو پاره و یک پاره تقسیم می‌کردند. پاره به معنی بخش یا فصل است در بعضی موارد همچنین یک چهارم از قرآن را هفتک و یک‌هفتم آن را هفت‌یک می‌نامیدند.
در برخی مکتب‌های قدیم، کودکان نخست هفتک (از ۱ تا ۷) قرآن را بدون دانستن معنی حفظ می‌کردند و بعد به بقیهٔ امور حفظی و معانی می‌رسیدند.

## سبک
سبک قرآن یکسان و پیوسته نیست و به نظر نمی‌رسد در همهٔ بخش‌ها به شیوه‌ای نظام‌مند با موضوع موردنظرش برخورد می‌کند. اسلام‌شناسان معمولاً عدم ارتباط میان بخش‌های قرآن با یکدیگر را دلیل این مسئله دانسته‌اند. اغلب مفسّران مسلمان به این مسئله را برّرسی نکرده اما گاه تلاش کرده‌اند با ارائهٔ دلایلی چون طولانی‌بودن دورهٔ وحی قرآن، آن را توجیه کنند. برخی مثل فخرالدین رازی نیز قرآن را دارای انسجام یافته‌اند.
سوره‌های مکی از سوره‌های مدنی سجع‌دارتر هستند. همچنین آیاتی که حوادث قیامت و بیم و امیدِ آن را بیان می‌کنند، بیشتر احساسات خواننده را منقلب می‌سازند و آیاتی نظیر آیات احکام به گونه‌ای است که خِرَدِ خواننده را مخاطب قرار می‌دهد. سبک آیات قرآن با شعر و حتی سبک روایات از پیامبران متفاوت است. پژوهشی مبتنی بر پردازش زبان‌های طبیعی نشان داده است که قرآن تنها یک مؤلف دارد.
قرآن در چند آیه، خود را خاتم کتب آسمانی معرفی کرده و نزول کتاب آسمانی را پس از خود رد می‌کند.

## محتوا و مباحث

### خدا

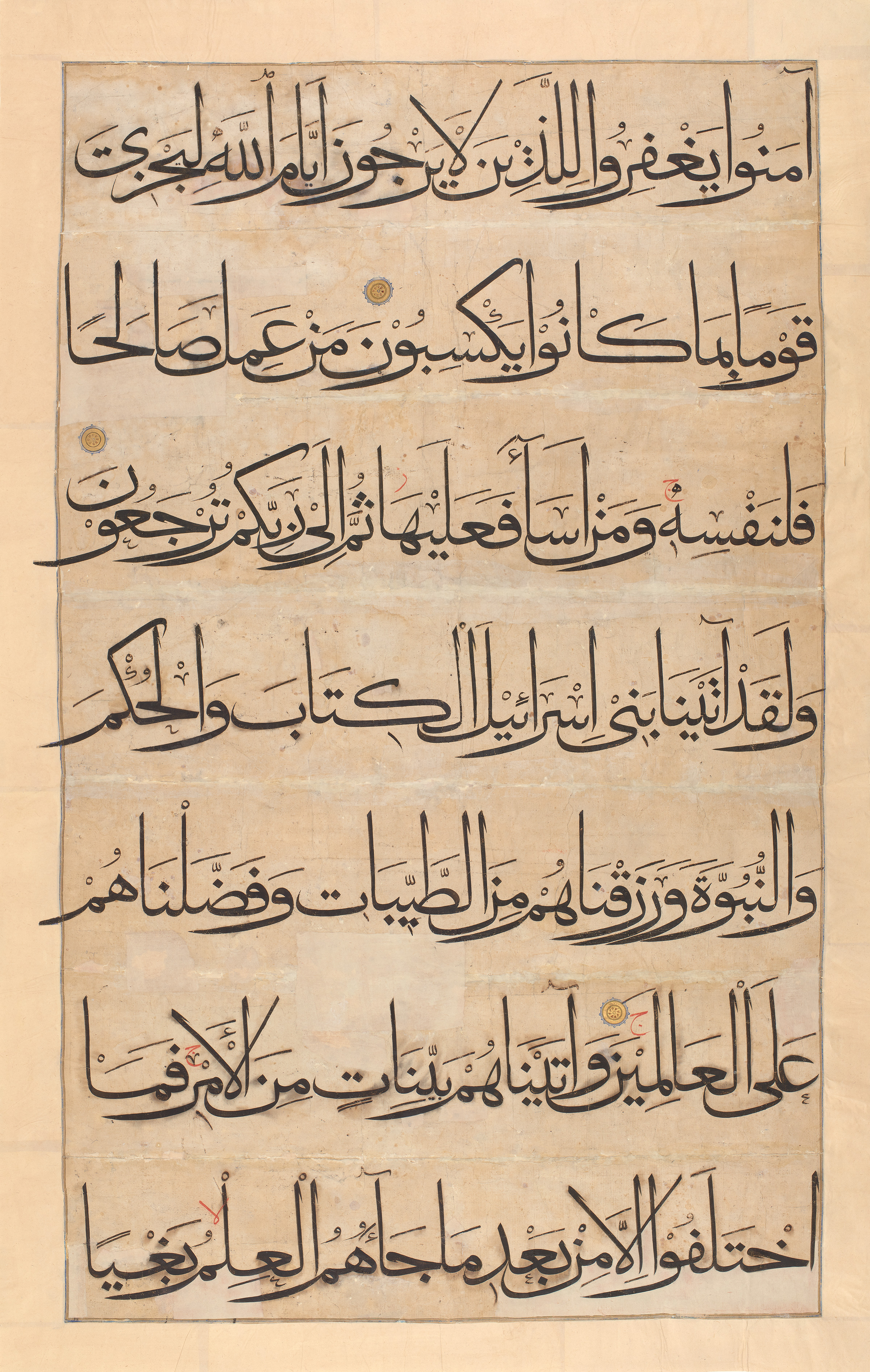
صفحه‌ای از قرآن از آنِ سدهٔ هشتم هجری خورشیدی در افغانستان

الله (مخفف ٱلْإِلٰه) نامِ رایجِ خدای اسلام است. در قرآن او خدایی واحد توصیف و بر وحدانیت او تأکید بسیار شده است؛ عبارت «خدایی به غیر از الله نیست» ۳۰ مرتبه (۳ بار در حالت اول شخص: خدایی غیر از من نیست) در قرآن به کار رفته است. نام‌های فرشته مانند جبرئیل و میکائیل در قرآن مانند سایر ادیان ابراهیمی با ال (یا ایل) همراه است. کلمه «اللهما» که در قرآن نیز ذکر شده و به‌طور سنتی در اسلام برای شروع نماز استفاده می‌شود، (احتمالاً) تلفظ عربی کلمهٔ عبری «الوهیم» بوده است. الوهیم در عبری جمع کلمهٔ عظمت است و در عهد عتیق معمولاً برای اشاره به خدای بنی‌اسرائیل به کار رفته، گرچه برای اشاره به دیگر خدایان و چیزهای باعظمت دیگر مانند فرشتگان، پادشاهان، و قضات نیز به کار رفته است.
دربارهٔ چرایی شکل‌گیری توحید در عربستان اتفاق نظری وجود ندارد و پاسخ‌های متعددی ارائه شده که به‌طور کلی در دو دسته قرار می‌گیرند؛ اولی آن را محصول جامعهٔ عربستان پیش از اسلام می‌داند و دومی معتقد به تأثیر عمیق تفکرات مسیحی و یهودی بر توحید قرآنی است. پیروان دیدگاه اول مثل ژاک شلهود می‌گویند این روندی بوده که از پیش از اسلام در ادیان عرب آغاز شده و گواه آن در خود قرآن هم دیده می‌شود، به گونه‌ای که آیات جدیدتر نسبت به آیات قدیمی‌تر تأکید بیشتری بر توحید دارند. در نظر هاوتینگ، گفته‌های قرآن علیه «شرک» لزوماً زمینهٔ عرب ندارد، بلکه به اختلافات درون‌توحیدی می‌ماند که در آن، جناحِ اصلاح‌طلب برخی عقاید و احکام جناح دیگر را شرک‌آمیز اعلام می‌کند. کلمهٔ الله ۲٬۷۰۰ بار در قرآن تکرار شده و مسلمانان اعتقاد دارند قرآن سخنان اوست. الله در ابتدا و پیش از ظهور محمّد خدای بزرگ اعراب، به‌خصوص اهل مکه، بود و اعراب در لحظات سختی از او کمک می‌خواستند؛ نام پدر محمّد نیز «عبدالله» بود و طبیعی می‌نمود که او از همین نام آشنا — و نه نامی جدید — برای خدایش استفاده کند. با این وجود، قرآن خدایان کوچک‌تری که تابع یا فرزند الله بودند را رد کرده است. یکی دیگر از نام‌های خدای قرآن، به‌خصوص در سوره‌های مکی، الرحمن است که این ۵۷ بار به کار رفته است؛ الرحمن (که ریشهٔ آرامی دارد) در اصل خدای آسمان‌ها در یمن و عربستان مرکزی بود اما در آیاتی که به نظر می‌رسد متاخرتر هستند، این نام استقلالش را از دست داد و به یکی از صفات الله تبدیل شد. این ادغام را می‌توان در آیه ۳۰ سوره نمل دید که سلیمان نامه خود را با عبارت «بسم الله الرحمن الرحیم» آغاز می‌کند. با توجه به گرامر زبان عربی، این عبارت می‌تواند به شکل «به نام خدای بخشنده و مهربان» یا «به نام الله، الرحمنِ مهربان» ترجمه شود؛ با در نظر گرفتن ترجمه دوم، می‌توان نتیجه گرفت محمّد خدای مکه و خدای جنوب و مرکز عربستان را ادغام کرده است. به نظر نمی‌رسد الله از ریشه آرامی یا عبری باشد اما ممکن است تحت‌تاثیر آن‌ها بوده باشد زیرا علاوه بر مشرکان عرب، خدای یهودی و مسیحی هم در قرآن با همین نام خطاب شده است.
«رب» (پروردگار) نیز قبل از اسلام رایج بوده و چندصد بار در قرآن به کار رفته است. رب مشابه «بعل» خدای کنعانی بوده است. رب یکی از عناوین الله است و «الرب» در قرآن دیده نمی‌شود. این عنوان در سوره‌های مدنی زیاد به کار نرفته است. «اسماء حُسنی»، برخلاف آنچه در الهیات اسلامی مرسوم است، در قرآن صفت نیستند و تنها نام‌های الله محسوب شده‌اند. در قرآن اغلب دو اسم‌الله کنار هم قرار می‌گیرند اما میانشان «و» قرار نمی‌گیرد که این شیوه مشابه استفادهٔ کاهنان قبل از اسلام است. الله در قرآن خالق آسمان‌ها و زمین نامیده شده که می‌تواند هر کسی را دلش خواست گمراه یا هدایت کند. قرآن او را «چیز» (شی) توصیف و از او با صفاتی چون «مکار»، «مسخره‌کننده» و «فراموشکار» یاد کرده است. قرآن ظاهر خدا را هم توصیف کرده است: دارای چهره، یک چشم (طه، آیه ۳۹) یا چند چشم (در چند آیه)، یک دست (در چهار آیه) یا دو دست (مائده، آیه ۶۴، ص، آیه ۷۵) و پاست و بر روی تخت سلطنت (کرسی یا عرش) خود نشسته است؛ این توصیفات منجر به بحث‌هایی دربارهٔ انسان‌انگاری خدا در قرآن شده است. قرآن همچنین می‌گوید چشم انسان نمی‌تواند خدا را ببیند (محمّد دو مرتبه در سوره‌های نجم و تکویر او را ملاقات می‌کند) و خدا از پشت پرده‌ای با موجودات صحبت می‌کند. البته در جای دیگر می‌گوید انسان‌ها در روز حساب پروردگارشان را خواهند دید.

### وحی
مسلمانان عقیده دارند در قرآن خدا گوینده، محمّد شنونده و جبرئیل منتقل‌کننده است. در بخش‌هایی که احتمالاً قدیمی‌ترین قسمت‌های متن قرآن هستند، اشاره‌ای به گوینده یا منبع وحی نشده است. در برخی بخش‌ها هیچ نشانی از خدایی به عنوان منبع پیام یافت نمی‌شود و در بخش‌های دیگر، به نظر می‌رسد گوینده محمّد است. قدیمی‌ترین اشاره‌ها به خدا در قرآن، در حالت سوم شخص (به‌صورت پروردگار من یا پروردگارت) است. خدا در برخی آیات به‌صورت مستقیم وحی می‌کند و در برخی دیگر به واسطه «روح‌الامین». از جبرئیل تنها یک مرتبه نام برده شده است. تنزیل، آیه، کلام، وحی، کتاب و قرآن مفاهیمی در قرآن هستند که به وحی مربوط‌اند. «آیه» به نشانه‌های زبانی و غیرزبانی گفته می‌شود؛ در قرآن این نشانه‌ها از بالا (یعنی از جانب خدا) به پایین (نزد بشر) «نازل» می‌شوند. «وحی» به معنای «نشان دادن» است و در بیرون از قرآن نیز کاربرد داشته است؛ مثلاً، تصور می‌شد جن‌ها به شاعران وحی می‌کنند.
مفهوم قرآنی وحی، با وحی در تنخ (که تورات بخشی از آن است)، عهد جدید و دین یونان باستان، شباهت‌ها و تفاوت‌هایی دارد. در تورات، یَهُوَه به‌صورت مستقیم با موسی صحبت می‌کند و راوی آن را به‌صورت سوم شخص نوشته است. در کتاب حزقیال، حزقیال کتابی که فرستادهٔ یهوه آورده را می‌خورد تا بتواند آن را برای مردم بگوید. در مکاشفهٔ یوحَنّا در عهد جدید، ندایی به یوحَنّا می‌گوید آنچه می‌شنود و می‌بیند را مکتوب کند. در انجیل‌ها، عیسی خود شخصاً کلمهٔ خداست. در غیب‌گویی معبد آپولون در دلفی، آن خدا با «مشخص کردن» انتخاب‌های درست و وحی آن به فردی مشخص (که او نیز به دیگران انتقال می‌دهد) مردم را راهنمایی می‌کنند.

### زنان در قرآن
در قرآن فقط از یک زن (مریم) نام برده شده اما آیات زیادی دربارهٔ زنان است و سوره‌ای به نام نساء نیز وجود دارد. محتوای این آیات اغلب مباحثی چون ازدواج، طلاق، رابطه زنان با مردان و حق ارث است. قرآن از نظر وظایف دینی زنان را تا حد زیادی با مردان در یک مرتبه محسوب کرده است و همچنین گفته که همه موجودات «جفت» (نر و ماده) آفریده شده‌اند. قرآن می‌گوید زنان هم مانند مردان به بهشت و جهنم می‌روند اما سرنوشت زنان در آخرت وابسته به سرنوشت شوهرانشان است. مشکل‌برانگیزترین آیات آن‌هایی هستند که به مردان مؤمن وعدهٔ زنان باکره و زیبای بهشتی داده‌اند. سیمای نمادین زن در قرآن موجودی «ضعیف، پرخطا و منفعل» است. قرآن عادتِ ماهانهٔ زنان را «بیماری» و «ناپاکی» توصیف کرده است. در قرآن «زمین» مؤنث است و انسان‌ها صاحبان آن؛ نتیجتاً، آیه «زنان کشتزاری برای شما هستند، پس هرگونه که می‌خواهید وارد کشتزار خود شوید» (سورهٔ بقره، آیه ۲۲۳) به‌صورت استعاری به همین مسئله اشاره می‌کند. جایگاه پایین و فرودست زنان در قرآن را می‌توان در آیاتی که آن‌ها را با کودکان، یتیمان و مردان ضعیفی که نمی‌توانند جهاد کنند در یک گروه قرار داده، مشاهده کرد. نه تنها از شخصیت‌های زن (غیر از مریم) نامی برده نشده، بلکه آن‌ها به واسطه خویشاوندی با مردان (مثل زن لوط، خواهر موسی و غیره) یاد شده‌اند.
دیدگاه اجتماعی قرآن به زنان دوسویه است؛ ترجیح فرزند پسر به دختر از گناهان مشرکان و «زنده به گور کردن» دختران را عملی شیطانی توصیف کرده است. از سوی دیگر، آیه ۳۴ سورهٔ نساء می‌گوید «مردان بر زنان مسلط هستند زیرا خدا برخی را به برخی دیگر برتری بخشیده است.» آیهٔ ۲۲۸ سورهٔ بقره می‌گوید «زنان بر مردان حقّی دارند اما حق مردان بر زنان برتر است.» آیهٔ ۱۷۸ همان سوره زنان را در قانون قصاص به‌صورت جداگانه و بعد از مردان آزاد و بردگان قرار داده: «آزاد در برابر آزاد، برده در برابر برده، زن در برابر زن.» هر چند مجازات دزدی برای همه یکسان است. شهادت دو زن با یک مرد برابر دانسته شده تا «اگر یکی فراموش کرد، دیگری به او یادآوری کند» که نشان می‌دهد حافظهٔ زنان از مردان ضعیف‌تر در نظر گرفته شده است. برای شهادت برای وصیت، فقط از دو مرد نام برده شده است. قرآن به زنان پیامبر دستور داده در خانه بمانند؛ جدایی جنسیتی در جوامع اسلامی ریشه در همین آیه دارد، هر چند آیات قرآن در مسئلهٔ حجاب مبهم هستند. برخی آیات می‌گویند جایگاه زن و مرد در ازدواج برابر است اما در جای دیگر (سورهٔ شعراء) گفته شده «زنان برای شما آفریده شده‌اند.» قرآن همچنین می‌گوید زنان و مردان می‌توانند درآمد خود را نگه دارند.

### کیهان‌شناسی قرآنی
ظاهراً جهانی که در قرآن بازتاب داده شده، بر پایهٔ مدل ارسطو و بطلمیوس استوار است که تصور می‌کردند دنیا با هفت آسمان پوشیده شده است. همچنین، نگاهی دقیق‌تر نشان می‌دهد که دیدگاه‌های قدیمی‌تر خاورمیانه‌ای نیز در آن دیده می‌شوند و مانند آن‌ها (از جمله بابِ اولِ سِفرِ پیدایش) تصور شده آب‌ها هستی را محاصره کرده‌اند؛ نیز قرآن می‌گوید الله این آب‌ها را به دو دستهٔ شور و شیرین تقسیم کرده است. در نظر قرآن، خدا در شش روز آسمان‌ها و زمین، انسان‌ها، نباتات، جنّیان و حیوانات را آفرید؛ آسمان‌ها و زمین به هم بسته بودند و الله آن‌ها را جدا کرد و این کار دو روز طول کشید. هفت آسمان از دود آفریده شده‌اند و هر آسمان بالای دیگری قرار دارد. در هفتمین لایه، فرشتگان حمد خدا را می‌گویند و برای مؤمنان طلب آمرزش می‌کنند. تخت سلطنت خدا نیز همان‌جا قرار دارد و توسط فرشتگان حمل می‌شود. به‌گفتهٔ قرآن، آسمان اول با نور زینت داده شده: خورشید، ماه، ستارگان و بروج آسمانی. در قرآن خورشید تابع بشر و کارکرد آن، در کنار ماه و ستارگان، کمک به انسان برای یافتن مسیر توصیف شده است. همچنین گفته شده الله در زمان خلقت، شمار ماه‌ها را ۱۲ تا قرار داده است. قرآن آسمان اول را محل گردآمدن شیاطین می‌داند و می‌گوید آن‌ها تلاش می‌کنند صحبت‌های شورای آسمانی را بشنوند تا رازهای الهی را به انسان‌های به‌خصوصی منتقل کنند اما شهابی آتشین آن‌ها را دور می‌گرداند.
به‌گفتهٔ قرآن، خدا آسمان را در جایگاهی رفیع آفریده و بدون ستون آن را نگه می‌دارد تا بر روی زمین سقوط نکند. خدا نور روز را خاموش می‌کند تا شب آید و سپس این کار را تکرار می‌کند تا نشانهٔ قدرتش باشد. در چند آیه گفته شده الله زمین را در چهار روز آفرید و آن را با کوه، باغ‌های میوه و رودها برکت داد. او آدم را از خاک (یا گل) و جنّیان را از آتشِ بدونِ دود شکل داد و حیوانات را از آب آفرید؛ برخی از حیوانات روی شکم می‌خزند و برخی راه می‌روند و همه این‌ها برای سود بردن انسان‌ها خلق شده‌اند و انسان حاکم ایشان است. قرآن می‌گوید خدا دریا را رام کرده تا انسان از آن غذا بخورد و با زیورهای آن خود را بپوشاند. آیات مختلفی گفته‌اند خدا بعد از خلقت خسته و درمانده نشد و پس از آفرینش آن‌ها، بر روی تخت سلطنتش که در آسمان‌ها و زمین گسترده است، نشست تا آن را اداره کند و بی‌وقفه به این کار مشغول است و استراحت نمی‌کند. خدا در زمان خواب و مرگ انسان‌ها، جان آنان را می‌گیرد و آن‌هایی که مرده‌اند را نزد خود نگه می‌دارد و آنان که وقت مرگشان نرسیده (خواب هستند) را رها می‌کند.

### شخصیت‌های قرآن

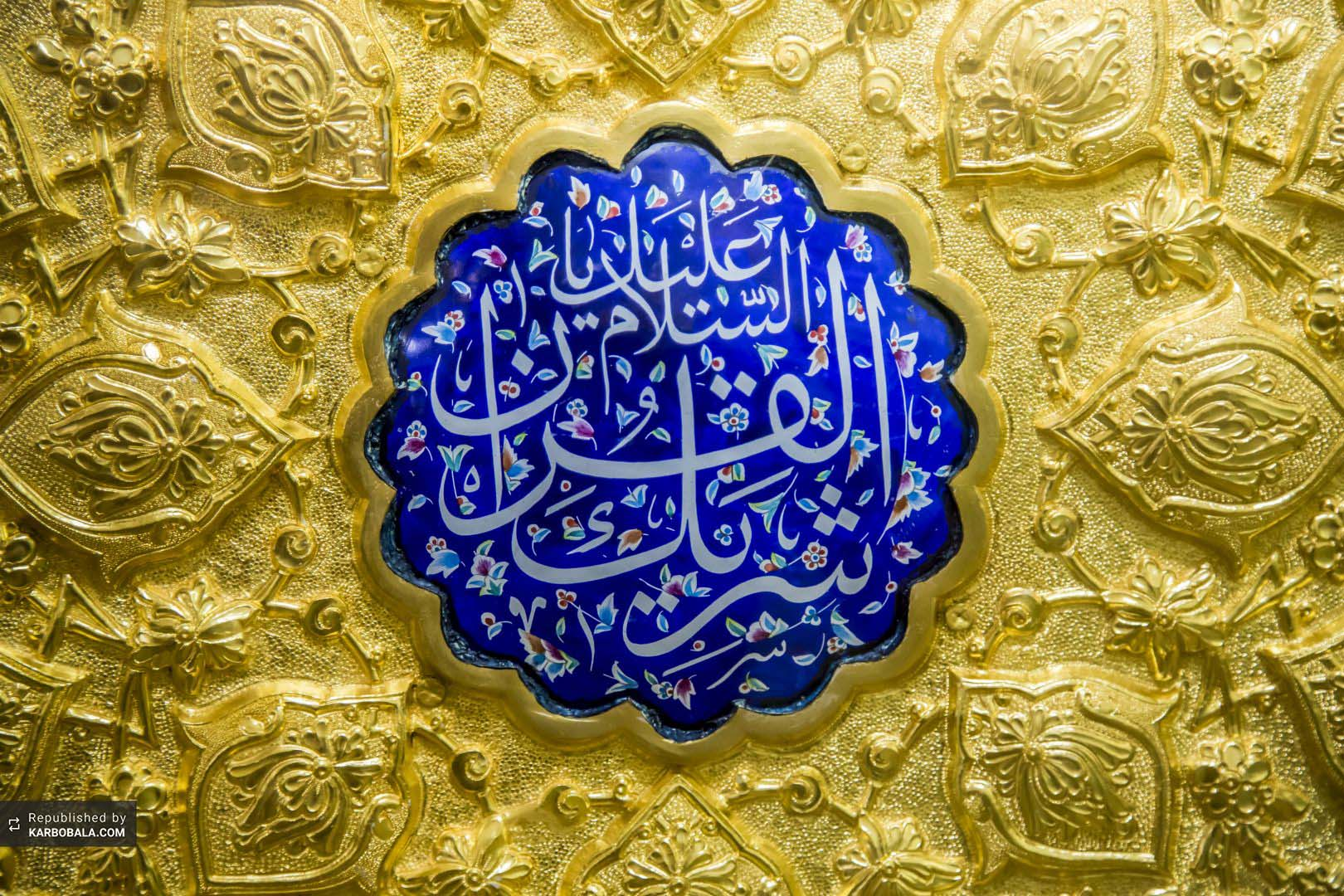
تایپوگرافی عبارت شریک القرآن. به باور شیعه، امامان همچون قرآن لازم الاطباع هستند.

بالاترین جایگاه در قرآن به گروهی به نام «انبیا» (پیامبران) تعلق دارد. قرآن ۲۵ نفر از اینان را نام برده (اما گفته افراد دیگری هم بودند) و می‌گوید از سوی خدا انتخاب شدند تا با وعده یا تهدید، مردمشان را هدایت کنند. قرآن هدف اصلی از بازگویی این داستان‌ها را «استوار کردن دل محمّد» (تا او بداند پیامبران پیشین هم توسط قوم‌شان انکار شده‌اند، سورهٔ هود، آیهٔ ۱۲۰) و هشداری برای مخاطبان او (سورهٔ توبه، آیهٔ ۷۰) می‌داند. اشاره‌های کوتاه قرآن به شخصیت‌هایی مثل ایوب نشان می‌دهد این قصه‌ها از قبل در حجاز رایج بوده‌اند. بسیاری از قصه‌ها ریشه در کتاب مقدس دارند اما گاه تغییر داده شده‌اند یا حاوی جزئیات تازه‌ای هستند. محققان از آغاز قرآن‌شناسی در قرن ۱۹، منبع این جزئیات تازه را میدراش، میشنا، تلمود و کتب مشکوک مسیحی و یهودی دانسته‌اند؛ مثلاً داستان سخن گفتن عیسی در گهواره مطلبی است که در انجیل‌های عهد جدید نیست اما در کتب مشکوک وجود دارد. ظاهراً قرآن از شباهت موجود آگاه است زیرا «اهل ذکر» را دعوت می‌کند تا به درستی پیام محمّد گواهی دهند و این، در کنار اشاره‌های گذرا، مشخص می‌کند که مخاطبان قرآن با مطالب مشکوک مسیحی و یهودی آشنا بوده‌اند. برخی مثل داستان‌های هود و صالح ارتباطی به کتاب مقدس ندارند و به عنوان شاهدی به اینکه نبوت در انحصار یهودیان نیست، یاد شده‌اند. قرآن می‌گوید پیامبران یکی پس از دیگری فرستاده شدند و با هم رابطهٔ خویشاوندی دارند. همچنین می‌گوید به واسطهٔ انتخاب توسط خدا، آن‌ها قابلیت‌هایی دارند که مردم عادی فاقد آن هستند؛ مثلاً، در آیات ۲۶ و ۲۷ سورهٔ جن گفته شده خدا اسرارش را فقط در اختیار پیامبران به خصوصی قرار می‌دهد. انبیای قرآن با آدم آغاز می‌شوند و با محمّد که آخرین و بزرگ‌ترین‌شان معرفی شده، به پایان می‌رسند.
علاوه بر پیامبران، گروه‌های دیگری نیز در قرآن وجود دارند. این شخصیت‌ها شامل «فرعون»، هامان، جالوت، طالوت، هابیل و قابیل، «اصحاب کهف»، ذوالقرنین، راهنمای بی‌نام موسی و غیره هستند. تنها از یک زن نام برده شده (مریم) اما زنان بدون نام دیگری هم در قرآن وجود دارند؛ زن عمران، همسران ابراهیم، خواهر و مادر موسی، ملکهٔ سبا و غیره. قرآن می‌گوید زن لوط، زن نوح و زن ابولهب جایشان در جهنم است. همچنین به فرشتگان و جنّیان نیز اشاره و وظیفهٔ فرشتگان حمدِ خدا و کمک به رسولان‌اش توصیف شده است. نام دو فرشته برده شده: جبرئیل و میکائیل و گفته شده فرشتگان قابلیت گناه ندارند. قرآن دربارهٔ جن‌ها می‌گوید که از آتش بدون دود خلق شده‌اند. از اینان، فقط ابلیس نام برده شده که به شیطان نیز معروف است (شیطان علاوه بر جن، جایی دیگر فرشته هم نامیده شده)؛ در روایت قرآن، ابلیس از فرمان الله برای سجده به آدم سرپیچی می‌کند و به همراه یارانش تلاش می‌کند انسان‌ها را گمراه کند. همچنین برخی از جنّیان مؤمن توصیف شده‌اند. در کنار شخصیت‌ها، جوامعی که پیامبرانِ قرآن آن‌ها را به پیروی از الله می‌خوانند نیز حضوری پررنگ دارند.

### محتوای آیات اولیه
بر پایهٔ قرآن، هشدار دادن به ناباوران (کفار) از عذابی که در روز رستاخیز انتظار آن‌ها را می‌کشد، یکی از نقش‌های اصلی محمّد است. گاهی قرآن، صراحتاً به روز رستاخیز اشاره نمی‌کند ولی نمونه‌هایی از داستان قوم‌های محو و نابودشده آورده و هم‌عصران محمّد را از عذاب‌های همانند برحذر می‌دارد. (آیه
۴۱:۱۳ تا ۴۱:۱۶). محمّد نه تنها به کسانی که وحی خدا را انکار می‌کنند هشدار می‌دهد، بلکه وعده‌های نیکویی به کسانی که از اهریمن دوری می‌ورزند، به سخن خدا گوش فرا داده و از خدا فرمانبرداری می‌کنند، می‌دهد. مأموریت محمّد همچنین دربرگیرندهٔ تبلیغ یکتاپرستی است: قرآن از محمّد می‌خواهد که نام پروردگارش را اظهار و تمجید کند و به او دستور می‌دهد که از پرستش بت‌ها یا نسبت دادن الوهیت به هر چیزی به‌جز خدا دوری بورزد.
موضوع آیات نخستین قرآن وظیفهٔ انسان در برابر آفرینندهٔ خویش، رستاخیز مردگان، داوری پایانی خدا به همراه توصیف روشن عذاب‌های دوزخ و لذات و نعمات بهشت، و نشانه‌های خدا در همگی عرصه‌های زندگی انسان است. تکالیف مذهبی که در این زمان از باورمندان خواسته شده بود اندک بودند: باور به خدا، درخواست برای بخشش گناهان، خواندن نمازهای مکرر، کمک به دیگران به‌ویژه نیازمندان، رد کردن تقلب و دوستی مال جهان (که در زندگی بازرگانی مکه، امری پراهمیت به‌شمار می‌رفت)، عفت و پاکدامنی و زنده به گور نکردن فرزندان دختر. آیات نخستین قرآن با پافشاری روی جنبه‌های اخلاقی آغاز و سپس به گونهٔ فزآینده‌ای از خدایان مکه و بت‌پرستی انتقاد کرده‌اند.

### قرآن و جهاد

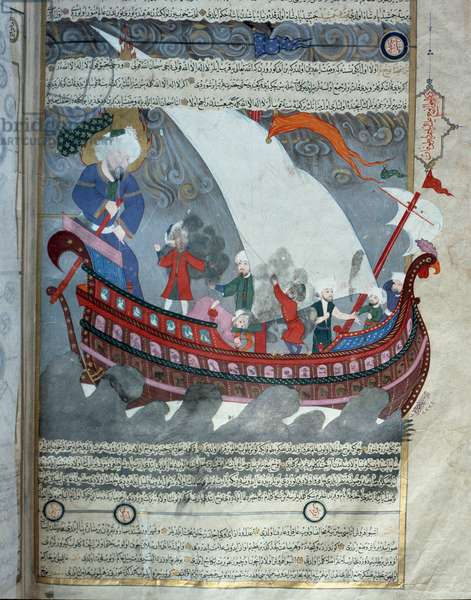
داستان طوفانی که برای نابودی بشر فرستاده شد و تنها نوح و همراهان‌اش از آن نجات پیدا کردند، در قرآن و تورات روایت شده است. وقوع چنین طوفانی با دانش امروز بشر از علومی مانند زمین‌شناسی و دیرینه‌شناسی در تضاد است و قدیمی‌ترین نسخهٔ داستان احتمالاً در اثر طغیان‌های دجله و فرات در بین‌النهرین شکل گرفته است.

قرآن نبرد و قیام خونین را با حدود و مقتضیاتی مشخص تجویز کرده و حتی سستی از جنگ را در صورت لزوم آن از گناهان و جرائم بزرگ دانسته است:
۱. هنگامی که مسلمانان مورد تهاجم دشمن واقع شده و کشورشان در خطر باشد.
۲. برای دفع مخاطرات و فتنه و آشوب دشمن که به مراتب از خون‌ریزی بدتر و زیان بخش‌تر است.
۳. به منظور حفظ نوامیس و زنان و اطفال مسلمان که مورد شکنجه و فشار و تعدی دشمن واقع شده‌اند.
۴. در موردی که دشمن معاهده‌ای را که با مسلمانان بسته، نقض کند و اضافه بر پیمان‌شکنی، مشغول گمراه کردن و منحرف ساختن مؤمنین گشته و در دیانت طعن و لطمه وارد آورد.
با تمامی این شرائط و حدود، لشکر اسلام پس از هر پیروزی مأمور به ملاطفت و مهربانی با دشمن است و باید صدمه و فشاری که از آنان دیده را در بوتهٔ فراموشی نهاده و همچون برادران و دوستان صمیمی با ایشان رفتار کند و با کمال رأفت، محبت، منطق قوی و کردار پسندیده آنان را به آیین حق دعوت کنند.
وجهٔ مشترک جنگ‌های اسلام، قیام در راه خدا، تحکیم و اجرای قانون حق و عدالت و برافکندن آشوب و فساد و هرج و مرج است.
وضعیت زنان اسیرشده در جنگ‌ها از نظر مذهبی مسئلهٔ مهمی است. طبق تفسیرهای سنتی از قرآن، این زنان دارای خواص (اسیر) هستند. این که آیا این زنان با دیگران ازدواج کرده‌اند یا نه مورد توجه قرار نمی‌گیرد و دارندگان حقوق (جنگجویان یا خریداران آن‌ها) می‌توانند بدون رضایت آنها اعمال جنسی را بر روی بدن خود انجام دهند. (مؤمنون:۵–۶)

## ترجمه‌ها

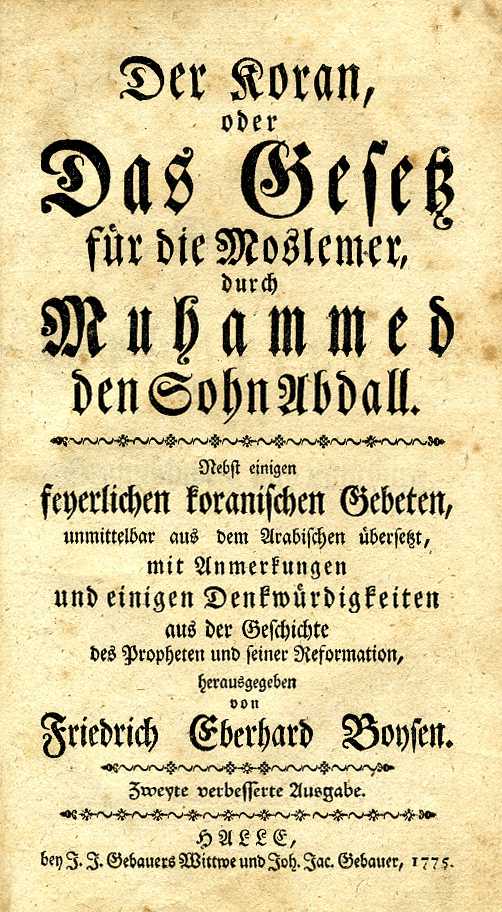
ترجمه‌ای از قرآن به زبان آلمانی در سال ۱۷۷۵ میلادی

ترجمهٔ قرآن بخشی جداناپذیر از جوامع اسلامی در آسیا، آفریقا و اروپا بوده است، چراکه این سرزمین‌ها تنوع زبانی بسیاری دارند. با این وجود، مسائلی وجود دارد؛ نظر غالب میان علمای مسلمان این است که قرآن فقط به عربی همان قرآن است و ترجمه‌ای کامل از قرآن را ناممکن می‌دانند. از سویی، تمایز دقیقی میان ترجمه و تفسیر ترسیم نشده است و برخی از این روحانیون، ترجمه را نوعی تفسیر می‌یابند. نقطهٔ عطف در تاریخ ترجمه قرآن، اثر فارسی فضل الرحمن فی ترجمات القرآن توسط شاه ولی‌الله دهلوی (۱۷۰۳–۶۲) در هند، است که نویسنده به صراحت آن را ترجمه، و نه تفسیر، نامیده است. پس از آن، تلاش‌های مشابهی به اردو و ترکی صورت پذیرفت. البته این اولین ترجمهٔ فارسی قرآن نبود، اما بیشترین رواج را داشت و ترجمه‌های فعلی به فارسی و زبان‌های جنوب آسیا از آن الهام گرفته‌اند. مبلغان مسیحی قرون هجده و نوزده میلادی نقشی اساسی در ترجمهٔ قرآن داشتند. ایشان معتقد بودند ضعف‌های قرآن بدین طریق برای مسلمانان—آن دسته که عربی نمی‌دانستند—آشکار و حقانیت کتاب مقدس ثابت خواهد شد؛ لذا قرآن را به‌شماری از زبان‌های آسیایی و آفریقایی چاپ کردند.
ترجمه‌های بین خطی قرآن—نگارش ترجمه به خط کوچک‌تر در کنار متن اصلی عربی—قدیمی‌ترین ترجمه‌های قرآن هستند و اغلب به چند زبان، به‌خصوص فارسی-ترکی و فارسی-اردو، انجام می‌شدند. گاه فقط معنای کلمات عربی را برای راهنمایی می‌نوشتند. این سبک اولین بار در آسیای مرکزی به زبان فارسی انجام و سپس در جنوب آسیا و عثمانی مرسوم شد. ترجمه‌های فارسی که رایج‌ترین هم هستند، اغلب تاریخ ندارند، اما قدیمی‌ترین از عهد ابوصالح منصور بن نوح سامانی (حک. 961–76 م) است. ترجمه‌های ترکی هم بعداً حدودا در قرن نهم هجری به همین شیوه انجام شدند و قدیمی‌ترین آن‌ها سه زبانه—عربی-فارسی-ترکی—هستند. گاه ترجمه‌های ترکی خود برگردان متن فارسی (و نه عربی) بودند. علاوه بر این‌ها، ترجمه‌های بین خطی به چینی، اردو، مالایی و غیره هم انجام می‌شدند و حتی تا قرن بیستم چاپشان ادامه داشت. تابوی ترجمه در قرون نوزدهم و بیستم شکست و ترجمه‌هایی مستقل از متن عربی تألیف شدند که ظهور ناسیونالیسم و روشنفکران اسلامی غیرآخوند در این امر مؤثر بودند. از وقایع مهم در تاریخ ترجمهٔ قرآن، سوزاندن ترجمه‌های جماعت احمدیه توسط دانشگاه الازهر، قرائت قرآن به ترکی در مساجد ترکیه در زمان آتاترک و سانسور ترجمهٔ منظوم هانتس باجه یاسین در اندونزی هستند.

## علوم قرآنی

### قرائت قرآن

#### قاریان هفت‌گانه و راویان چهارده‌گانه

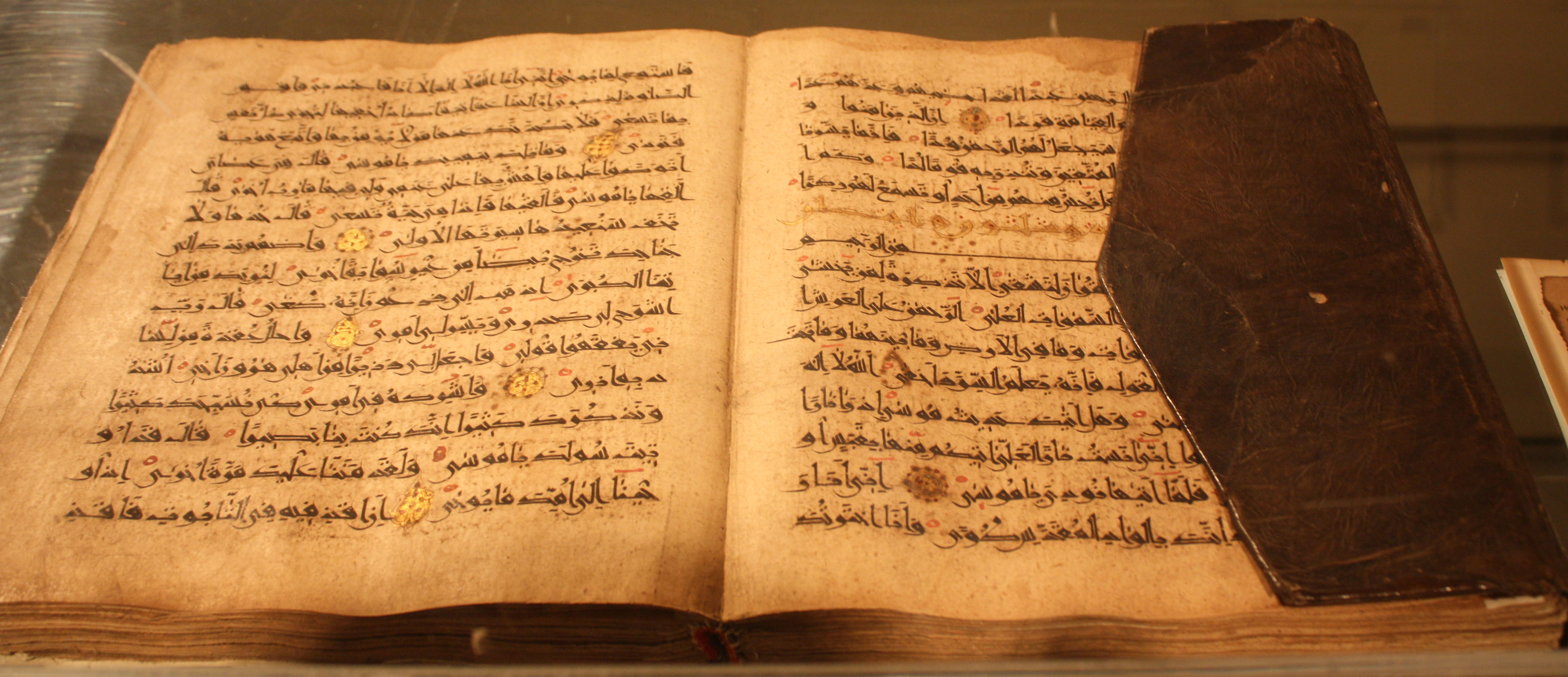
قرآنِ نگاشته‌شده در سدهٔ ششم هجری که در موزهٔ رضا عباسی نگهداری می‌شود.

ن.ج. داود، مترجم عرب قرآن در مقدمهٔ ترجمهٔ خود از قرآن می‌نویسد: «با توجه به اینکه قرآن در اصل به خط کوفی نوشته شده بود و دارای حرکت و نقطه نبود، قرائت‌های مختلفی از آن توسط مسلمانان به‌وجود آمده است که به یک اندازه دارای ارزش و رسمیت می‌باشند».
با توجه به نوشتهٔ این نویسنده دینی، نوشتارهای مختلفی از قرآن وجود دارد، اما طبیعت این نوشتارهای مختلف چیست؟ برای پاسخ به این پرسش باید در نظر داشت که قرآن توسط اشخاصی که «قاری» قرآن حساب می‌شوند نوشته شده است و با نام این افراد به یادگار مانده است. قرائت‌های مشهوری از قرآن در قرن‌های اولیهٔ اسلام وجود داشت. این قرائت‌های مختلف قرآنی در نهایت توسط افرادی که نوشتن می‌دانستند به‌صورت نوشته درآمد، به آن افراد راوی گفته می‌شود که قرائت‌هایی از قرآن را روایت کرده‌اند؛ بنابراین در واقع هر نسخه از قرآن نقلِ قولی است که توسط یک راوی از یک قاری قرآن انجام گرفته است و قرآن را نمی‌توان خواند مگر اینکه به یکی از راوی‌ها و قاری‌ها اعتماد کرد.
نوشتار زیر که توسط یک مسلمان نوشته شده است، این مهم را با جزئیات بیشتری شرح می‌دهد: «قاریان بسیاری وجود داشتند و تعداد آن‌ها به دلیل اینکه افرادی که قرآن را حفظ کرده بودند می‌مردند زیاد شد و کار آن‌ها اهمیت بیشتری یافت و به دلیل اینکه قرآن با خط بسیار ابتدایی عربی نوشته شده بود و فاقد حرکت و نقطه بود باعث شد که خواندن و درک قرآن دشوار شود، بنابراین در قرن ۴ام اسلامی تصمیم بر این گرفته شد که قرائت‌های مختلف قرآنی را از هفت قاری اصلی جمع‌آوری کنند و برای هر قاری دو راوی قرار دادند تا قرآن را با دقت و با حرکت و نقطه بنویسند. و نتیجه این کار ۷ قرآن اساسی بود که هرکدام دو راوی داشت و همگی با حرکت و نقطه بود که با یکدیگر اندکی اختلاف داشتند».
این کار در سال ۳۲۲ ه‍.ق توسط خلیفه المقتدر سازماندهی شد و بالاخره انجام گرفت. شجاع الدین شفا در کتاب «پس از ۱۴۰۰ سال» در صفحهٔ ۱۰۱ می‌نویسد: «در قرن چهارم هجری ابن مجاهد، یکی از فقهای بزرگ بغداد، به اتکاء حدیثی از پیامبر نظر داد که قرآن در هفت قرائت وحی شده است و هرچه جز آن باشد مخدوش است، و این نظر مورد تأیید دستگاه خلافت نیز قرار گرفت. بدین ترتیب هفت قرائت مختلف از قرآن که هرکدام از آن‌ها به یکی از فقهای بزرگ قرون اول و دوم هجری در شهرهای مهم جهان اسلام ارتباط داده می‌شد در سال ۳۲۲ هجری توسط خلیفه المقتدر به رسمیت شناخته شد. بعد از آن در دو مرحلهٔ متوالی سه و چهار قرائت دیگر بر آن‌ها اضافه شد، به‌طوری‌که سرانجام شمار قرائت‌های مجاز قرآن به چهارده رسید (که حافظ در غزلی که انتساب آن بدو مورد تردید است، مدعی از بردانستن همه آن‌ها شده است).
| عشقت رسد به فریاد، گر خود به سان حافظ |  | قرآن ز بر بخوانی، در چارده روایت |

متن قرائتی برگزیدهٔ جامع دانشگاه الازهر که چاپ مصر رایج قرآن در جهان امروز بر اساس آن صورت گرفته است، منسوب به فقیهی بنام عاصم بن ابی النجود است؛ که در سال ۱۲۷ هجری در کوفه درگذشته است.»
این قرائت‌های رسمی از این قرارند:
- نافع، از مدینه سال ۱۶۹/۷۸۵- ابوعبدالله نافع بن ابی نعیم مدنی، مُکنَّی به «ابی رویم» است. نافع اصلاً از اصفهان بود و در مدینه می‌زیست و در همان‌جا (به سال ۱۷۶ یا ۱۶۹) درگذشت، یادآوری کرده‌اند که وی قرآن را نزد ابومیمنه، «مولی ام سلمه»، همسر رسول خدا قرائت کرده است. راویان وی عبارتند از: ورش و قالون.
- ابن کثیر، از مکه سال ۱۱۹/۷۳۷ - (عبدالله بن کثیر مکی) از ایرانیانی بود که کسرای ایران او را با کشتی‌هایی که به یمن فرستاده بود برای فتح حبشه گسیل داشت. ابن کثیر مردی فصیح و بلیغ… بود؛ و از جمع صحابهٔ عبدالله زبیر و انس‌بن‌مالک را درک کرده بود. راویان وی عبارتند از: بُزِی‌ّ و قٌنبل.
- ابو عمرو الاعلی، از دمشق سال ۱۵۳/۷۷۰ - ابوعمرو بن علاء بصری وی اهل ایران بوده است و در میان قرّأ سبعه از لحاظ کثرت استادان و شیوخ قرائت، کسی به پایهٔ او نمی‌رسد، و قرآن را در مناطق مختلفی مانند مکه و مدینه و بصره و کوفه بر استادان زیادی قرائت کرد. سیدحسن صدر، ابی‌عمرو را شیعی می‌داند. راویان قرائت وی عبارتند از: دوری و سوسی (وی ایرانی و اهل شوش بوده است).
- ابن عامر، از بصره سال ۱۱۸/۷۳۶ - وی در زمان عمر بن عبدالعزیز و قبل و بعد از آن، امام مسجد دمشق (جامع اموی) و قاضی و پیشوای آن دیار بوده و از معمّرترین قرّأ سبعه به‌شمار می‌رود. ابن عامر بنا به قول صحیح به سال ۱۱۸ هجری قمری در نود و نه سالگی از دنیا رفت. راویان قرائت ابن عامر عبارتند از: هشام و ابن ذکوان.
- حمزه، از کوفه سال ۱۵۶/۷۷۲ - حمزة بن حبیب زیّات کوفی حمزه اصلاً ایرانی است و زمان صحابه را درک کرده است و شاید برخی از آن‌ها را دیده باشد. حمزه نیز مانند عاصم شیعی است و قرآن را بر صادق خوانده است. شیخ طوسی نیز حمزه را از یاران صادق شناسایی کرده است. در وجه ملقب شدن حمزه به «زیّات» می‌نویسند که وی با آوردن روغن از کوفه به حلوان و آوردن پنیر و گردو از حلوان به کوفه گذران زندگی می‌کرد.
- الکسائی، از کوفه سال ۱۸۹/۸۰۴ - وی از مردم سرزمین ایران بوده است و گویند در میهن خود در «طوس» یا «ری» درگذشت کرد. وی قرائت را چهار بار از حمزه دریافت کرد، به گونه‌ای که می‌توان به قرائت او اعتماد کرد. کتاب‌ها و آثار فراوانی به کسائی منسوب است. راویان وی بر این پایه‌اند: حفص دوری و ابوالحارث.
- ابوبکر عاصم، از کوفه سال ۱۵۸/۷۷۸ - عاصم بن ابی النجود کوفی از مردم کوفه است، عاصم از قرّأ هفتگانه و شیعی است و قرآن را بر ابی عبدالرحمن عبدالله بن حبیب سلمی شیعی - که از یاران علی بود… قرائت کرد. عاصم با یک واسطه گویندهٔ قرائت علی است. به همین جهت گفته‌اند فصیح‌ترین قرائات، قرائت عاصم است، زیرا وی قرائت ریشه دار آورده است. خوانساری در کتاب روضات الجنان در شرح احوال عاصم می‌نویسد: «وی پارساترین و پرهیزگارترین قرّأ، و رأی او درست‌ترین آرا در قرائت به‌شمار می‌رود». قاطبهٔ نویسندگان شیعی، قرائت عاصم را فصیح‌ترین قرائات دانسته‌اند. راویان وی بر این پایه‌اند: حفص و ابوبکر عیاش.
- احمد نیریزی که از نسخ‌نویسان نامی ایرانی است، در نزدیک ۳۰۰ سال پیش قرآنی را کتابت کرد که اختلاف قرائت قراء سبعه در حاشیه آن آورده شده است.[۲۲۵]

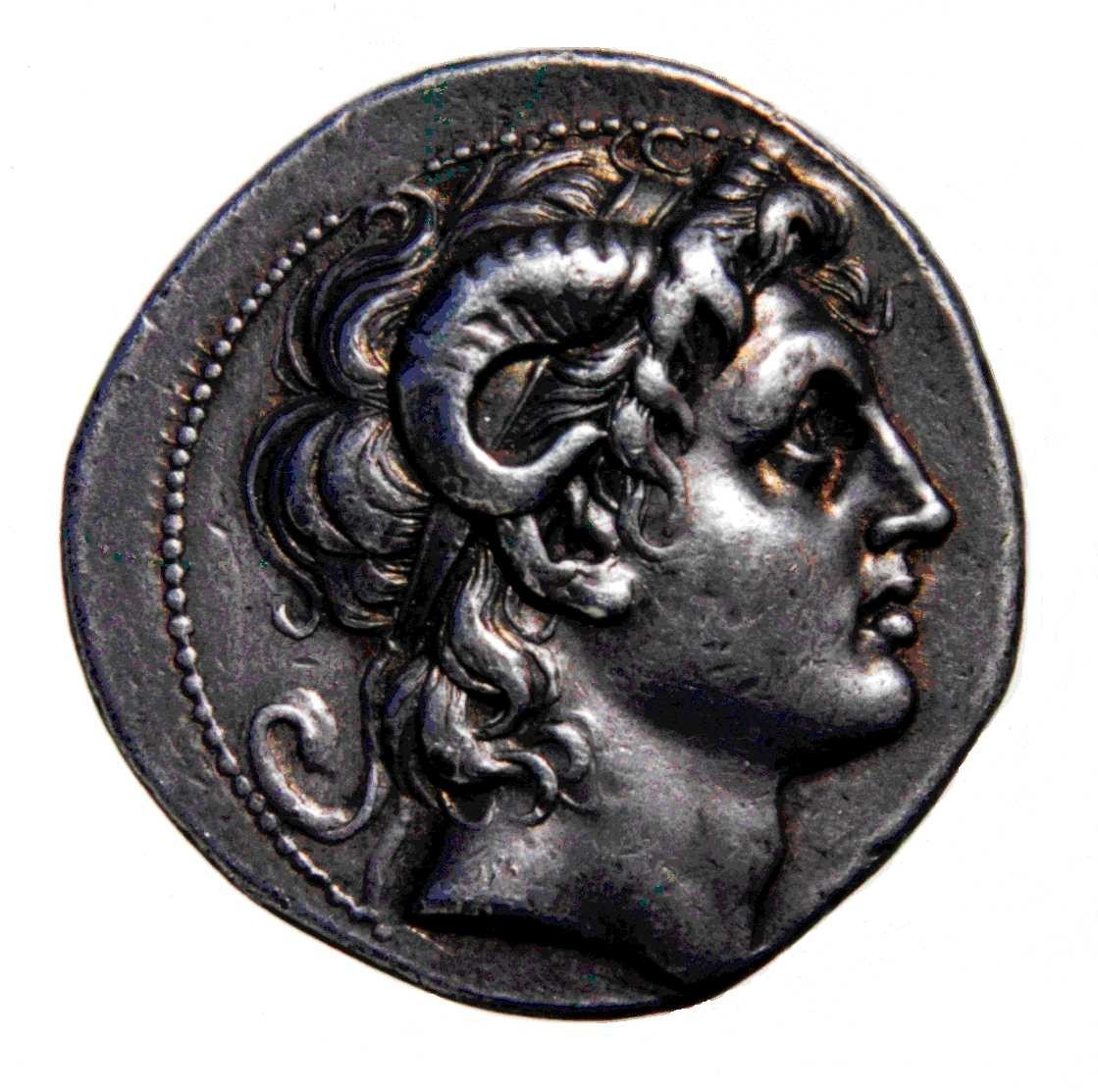
سکه‌ای که اسکندر مقدونی را به‌عنوان فاتح مصر با شاخ‌های آمون نشان می‌دهد، در مصر باستان، اسکندر پسر خدای آمون (با سر قوچ به تصویر کشیده شده) بود. از نظر بیشتر مفسّران قرآن، واژهٔ ذوالقرنین (شخصی با دو شاخ) به اسکندر در قرآن اشاره دارد.

### اعجاز قرآن
مسلمانان همگی قرآن را به عنوان معجزهٔ وحی و الفاظ آن را عیناً و دقیقاً از جانب خدا می‌دانند، که توسط روح‌الامین (جبرئیل) بر محمّد نازل شده است. این مبحث قسمتی از بررسی‌ها و علوم قرآنی را تشکیل می‌دهد.

#### مبارزه‌طلبی
مسلمانان بر این باورند که قرآن معجزهٔ پیامبر و اثبات‌کننده درستی ادعای پیامبری اوست. قرآن در آیاتی منکران وحیانی بودن را به مبارزه طلبیده است. ازجمله در آیهٔ ۲۳ سورهٔ بقره می‌گوید «و اگر در آنچه بر بندهٔ خویش فرو فرستاده‌ایم شک دارید، اگر راست می‌گویید سوره‌ای همانند آن بیاورید و از یاوران‌تان در برابر خداوند یاری بخواهید.»∗ در آیات انبوهی از قرآن از منکران وحیانی این کتاب خواسته شده است، که اگر می‌توانند همانند آن را بیاورند. البته در آیه‌ای درخواست شده که کتابی همانند آن بیاورند. در آیهٔ دیگر ده سوره ذکر شده و در آیهٔ بالا یک سوره نیز در اثبات مدعای بشری بودن قرآن کافی دانسته شده است. از موارد دیگر مبارزه‌طلبی قرآن ادعای هماهنگی و نبود تناقض در متن آن است. «چرا در قرآن تدبر نمی‌کنند؟ که اگر از غیر خدا بود، اختلاف‌های فراوانی در آن می‌یافتند»∗ گفتنی است که چنین ادعا می‌شود که قرآن در فصاحت و شیوایی در زبان عربی بی‌همتا است و در کتاب‌های واژهٔ عرب، در بسیاری موارد
استشهاد به آیات قرآن می‌شود. برای نمونه فرهنگ واژه المنجد تألیف لویس معلوف که با اینکه خود لویس معلوف مسیحی بوده و مسلمان نبوده است ولی از آیات قرآن به نام استشهاد به سخن عرب فصیح بهره‌گیری کرده است؛ و همچنین برخی از نویسندگان نامی مصر به این فصاحت و شیوایی اعتراف دارند. 

#### کتاب‌هایی در رد تحدی و ادعای اعجاز قرآن
- یکی از کتاب‌هایی که در زمینهٔ مقابله با قرآن (رد تحدی) نوشته شده، فرقان‌الحق است که ۷۷ سوره دارد.[۲۲۸][۲۲۹][۲۳۰][۲۳۱][۲۳۲]
- افزون بر کتاب «الفرقان الحق» (انیس شُروش)، چند کتاب دیگر نیز به نام‌های «حسن الایجاز» (نصیرالدین الظافر)، «قرآن شعبی»، «قرآن رابسو» و «قرآن جدید»، در رد تحدی قرآن، نوشته شده است.[۲۳۳]
- ثمامة بن حبیب ملقب به مسیلمه بن حبیب، نخستین کسی بود که به فکر مبارزه با قرآن افتاد و آیاتی شبیه قرآن سرود.[۲۳۴][۲۳۵]
- ابن مقفع ادیب ایرانی قرن دوم هجری و مترجم کتاب کلیله و دمنه به عربی و ابوالعلاء معری ادیب و شاعر قرن پنجم هجری نیز از جملهٔ کسانی‌اند که ادعای معارضه با قرآن داشته‌اند.[۲۳۶]

## دیدگاه‌ها دربارهٔ قرآن

### احکام اسلام از نظر حقوق بشر جهانی
دکتر ازلی آزارکان حقوق دان در مقاله‌ای می‌نویسد که بعضی تعاریف از جرایم مبتنی بر شرع و مجازات‌های تعیین شده برای این جرایم، اگر به‌طور سیستمی اعمال شوند، می‌توانند در چارچوب «جنایات علیه بشریت» ارزیابی شوند.
قصاص اقدامی است که در «نظم اجتماعی قبیله‌ای» قصاص تلقی می‌شود و بر اساس «معادل اجتماعی» انجام می‌شود. چه قربانی مذکر باشد، چه زن، چه برده، چه آزاد، چه نخبه و چه معمولی، یکی از اعضای قبیلهٔ قاتل (معادل قربانی در موقعیت اجتماعی) کشته می‌شود. به عنوان مثال، تنها یک برده می‌تواند برای یک برده کشته شود، و یک زن می‌تواند برای یک زن کشته شود.

## نقد قرآن
منتقدان قرآن، در کنار زیر سؤال بردن وثاقت تاریخی این متن، تلاش می‌کنند نشان دهند دلایل اثبات نبوت محمّد و آسمانی‌بودن قرآن، ضعیف و غیرقابل‌دفاع هستند و بر این باورند که مفاهیم قرآن بیشتر ریشه‌های زمینی دارند و قبل از تولد پیامبر اسلام این مفاهیم در میان مذاهب مختلف اقوام عرب وجود داشته‌اند. برخی اثبات‌گرایان و دانشمندان برخی مطالب قرآن دربارهٔ طبیعت و انسان را غیرعلمی و از اشکالات این کتاب می‌دانند. منتقدان ادعاهایی مثل بی‌عیب‌بودن قرآن، نبود سخن باطل، تناقض‌آمیز و بیهوده‌ای در آن و سازگاری مطالب آن با وجدان و اخلاق و فطرت پاک انسانی و با واقعیات و مسلمات علمی و عقلی را به چالش می‌کشند.
دسته‌ای از منتقدان، ضمن رد اعجاز قرآن، روایت تاریخی ارائه‌شده توسط مورخان مسلمان را رد می‌کنند. و نیز از لحاظ تاریخی، آن را متکی به متون مقدسی می‌دانند که قبلاً وجود داشته است. گروهی دیگر، قرآن را از جهت اخلاقی، نقد می‌کنند؛ از جمله آیات جهاد و همچنین خشونتی که در جاهای قابل‌توجهی از قرآن دربارهٔ کافران روا داشته می‌شود و همچنین مسائل اخلاقی شخص محمّد به عنوان حامل قرآن. ابن وراق تضادهای درونی و ایرادات علمی در قرآن یافت و همچنین اشتباهات را با شفافیت و صحت و پیام اخلاقی آنها ارائه کرد.